# Kloster Sittich
Die Zisterzienserabtei Sittich (lat. Abbatia B. M. V. de Sittico; slowenisch Cistercijanski samostan Stična) ist das älteste Kloster auf dem Gebiet des heutigen Slowenien. Der Gründer des Klosters war Peregrin († 1161), Patriarch von Aquileia (auch Aglar oder Aglaj, slow. Oglej), der im Jahre 1136 die Stiftungsurkunde herausgab. Kloster Sittich war mehrere Jahrhunderte hindurch einer der bedeutendsten religiösen, wirtschaftlichen und kulturellen Mittelpunkte im einstigen Krain mit entsprechenden nachhaltigen Auswirkungen bis in die Gegenwart.
Die auch heute noch von Zisterziensern besiedelte Abtei gehört zur Mehrerauer Kongregation. Die Klosterkirche Bazilika Žalostne Matere Božje erhielt 1936 durch Papst Pius XI. den Titel einer Basilica minor.

## Geographische Lage
Das Kloster liegt in der Gemeinde Ivančna Gorica etwa 30 km östlich der Hauptstadt Ljubljana und südlich der Save, in dem Gebiet, das von Pippin und Karl dem Großen dem Patriarchat von Aquileja für die Durchführung der Mission zugewiesen worden war. Zur Zeit der Errichtung des Klosters hieß die Gegend noch Windische Mark (Slovenska krajina). Valvasor, der berühmte Krainer Polyhistor, berichtet zur Lage des Klosters aber schon, dass es zu Unterkrain gehöre und auf einer Ebene unterhalb eines hohen Berges und von Laibach (Ljubljana) und Rudolfswert (Novo mesto) jeweils vier Meilen entfernt, sowie in der Nähe der Stadt Weichselburg (Višnja Gora), liege.

## Geschichte

### Weltliche und kirchliche Zuständigkeiten 1002–1335
In jener Zeit, als das Kloster Sittich gegründet wurde, war der regierende Patriarch von Aquileia zugleich Markgraf von Krain. Er war somit das weltliche und das kirchliche Oberhaupt des Klosters. Die Gründe für diese Konstellation waren folgende: Nachdem die Franken die von Slowenen besiedelten Gebiete erobert hatten – hauptsächlich das heutige Slowenien und Kärnten – unter der damaligen Bezeichnung Karantanien bekannt – stand die Frage der Christianisierung im Raum; die Slowenen waren damals noch Heiden.
Schon Pippin der Jüngere (714–768) teilte das zu missionierende Gebiet unter das Bistum Salzburg und das Patriarchat von Aquileia auf. Als Grenze bestimmte er den gesamten dortigen Verlauf des Flusses Drau (slow.: Drava). Der nördliche Teil wurde in die Zuständigkeit von Salzburg gelegt, und der Bereich südlich der Drau bis zur Adria fiel in die Zuständigkeit von Aquileia.
Aufgrund von Kompetenzstreitigkeiten zwischen Salzburg und Aquileia, das sich auf seine Zuständigkeit berief, die einst bis an die Donau reichte, legte Kaiser Karl am 14. Mai 811 in Aachen (slow. archaisch: Cahe) die von seinem Vater bestimmte Grenze kraft Dekret endgültig fest. Aquileia blieb in diesem Gebiet bis zu seiner Auflösung im Jahre 1751 zuständig für kirchliche Fragen. Danach folgten das Bistum Görz und dann das im Jahre 1463 gegründete Bistum Laibach, seit 1961 Erzbistum.
Vorgänger der Patriarchen als Markgrafen von Krain waren die Grafen von Sempt-Ebersberg (1002–1042) und Ulrich von Weimar-Orlamünde (1058–1070). Nach dem Tod Ulrichs von Weimar-Orlamünde kam Krain zunächst unter die unmittelbare Gewalt des deutschen Königs. Zur Zeit des Investiturstreits suchte König Heinrich IV. (* 1050, † 1106) ihm ergebene Anhänger und fand einen in der Person des Patriarchen von Aquileia, Sieghard Grafen von Peilstein, und machte diesen im Jahre 1077 zum Markgrafen von Krain. Sieghard starb jedoch noch im gleichen Jahr. Daraufhin setzte der König den Bruder Luitolds von Eppenstein, Herzogs von Kärnten, Heinrich – beide treue Anhänger der Krone – zum Markgrafen ein. Nach Luitolds Tod im Jahre 1090 folgte ihm sein Bruder Heinrich als Herzog von Kärnten nach. Ulrich, ein weiterer Bruder der beiden, wurde 1086 Patriarch von Aquileia und 1093 Markgraf von Krain. So blieb Krain bei der Kirche von Aquileia.
Die Patriarchen von Aquileia blieben nominell auch Markgrafen von Krain bis zum Jahre 1268. Sie übten jedoch die Regierungsgeschäfte nicht selbst aus, sondern setzten dafür als weltliche Verwalter für die Mark die Grafen von Andechs-Meran (1093–1251) und danach die Spanheimer (1251–1269) ein. 1269 riss der König von Böhmen, Przemysl Ottokar II., Krain an sich und behielt es bis zu seinem Tod in der Schlacht bei Dürnkrut und Jedenspeigen am 26. August 1278, aus der Rudolf von Habsburg, der neue deutsche König, als Sieger hervorging.
Rudolf verpfändete 1279 die Windische Mark und Krain an seinen treuen Bundesgenossen, den Grafen Meinhard von Görz-Tirol, und setzte ihn als Landeshauptmann ein. Graf Meinhard übte dort die tatsächliche Gewalt auch aus. Zu Markgrafen von Krain machte Rudolf 1282 mit Zustimmung der Kurfürsten jedoch seine beiden Söhne, Albrecht und Rudolf. Doch erst 1335, nachdem der letzte Sohn Meinhards von Görz, Heinrich, ohne männliche Erben zu hinterlassen, gestorben war, kam Krain endgültig an das Haus Habsburg.

### Stiftungsurkunde 1136
Das Original der Stiftungsurkunde, damals „Stüfft Brüff“ genannt, die im Jahre 1136 in Aquileja ausgestellt worden war, ist nicht erhalten geblieben. Es existieren lediglich Abschriften aus dem 17. und dem 18. Jahrhundert. Eine solche Urkunde ist aber auch kein Nachweis dafür, dass das Kloster auch im Jahr ihrer Herausgabe gegründet wurde. Für die Gründung des Klosters und den Beginn des damit verbundenen regulären Ordenslebens waren ausschließlich die Ordensregeln maßgebend, die in den Instituta sowie der Charta Caritatis festgelegt sind. Der Zeitpunkt der Herausgabe der Stiftungsurkunde dürfte im Zusammenhang mit der Ankunft des ersten Abtes Vinzenz in Sittich zu sehen sein, der erst im Jahre 1136 dort eingetroffen war.
Zur Amtszeit des Abtes Gallenfels (1688–1719) wurde die Stiftungsurkunde nebst anderen Archivalien in der Prälatur neben der Kammer des Abtes aufbewahrt („.. in dem Gewölb auss diesser Cammer so anietzo das Archivium genanndt wird“). Abt Gallenfels selbst hat eine Abschrift angefertigt und sie am 15. Juni 1716 an Pater Steyrer nach Wien geschickt.

### Anfänge – 1132

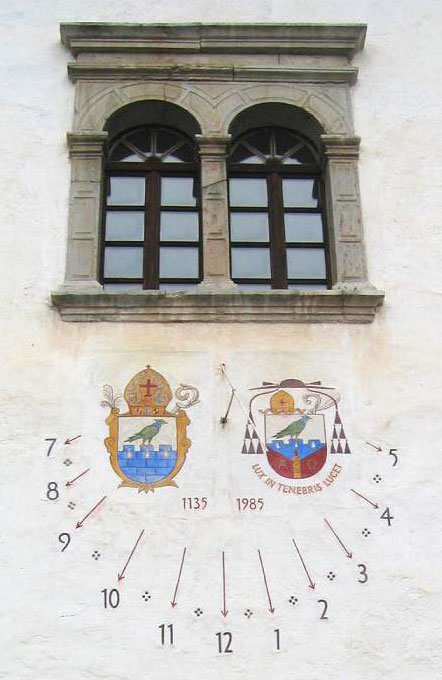
Sonnenuhr und Gedenken an das 850-jährige Jubiläum – links: Wappen des Abtes Vinzenz, rechts: Wappen des Abtes Anton Nadrah

Patriarch Peregrin, der von 1132 bis zu seinem Tod im Jahre 1161 regierte, war (angeblich) ein Sohn Heinrichs von Spanheim, des damaligen Herzogs von Kärnten. Der Patriarch wusste, dass in seinem Amtsbereich, wozu auch Krain gehörte, das Christentum noch keine tiefen Wurzeln geschlagen hatte. Deshalb beschloss er dort ein Kloster zu errichten und lud Zisterzienser-Mönche ein, die ihm bei der Verwirklichung dieses Vorhabens helfen sollten. Das Kloster sollte eine Stätte der Arbeit, des Gebets und der Buße sein.
Das Gelände, auf dem das Kloster erbaut werden sollte, war damals, den Ordensregeln entsprechend, eine einsame und schwer zugängliche Waldgegend, durch die sich ein Bach mit klarem und frischem Wasser wand, der später den Namen Stiški potok (Sitticher Bach) oder auch Stičnica bekam. Das Areal war in jener Zeit Eigentum von drei Brüdern, Heinrich, Dietrich und Mainhalm von Pries oder auch Pux oder Puchs; sie waren Seitenverwandte der hl. Hemma von Gurk. Da sie aber auf der nahe gelegenen Festung Weichselberg (Višnja gora) residierten, hießen sie auch die Herren von Weichselberg, – und später Weichselberg (Adelsgeschlecht). Sie überließen dem Patriarchen das für den Bau des Klosters ausgesuchte Gelände und bekamen als Ersatz dafür Land um St. Veit (slow.: Šentvid), eine nahe gelegene Ortschaft, die damals Aquileja gehörte.
Die ersten Mönche, die im Jahre 1132 nach Krain kamen, um mit der Arbeit zu beginnen, sollen vom Zisterzienserkloster Rein entsandt worden sein, wie in der Stiftungsurkunde nachzulesen ist. Nach anderen Quellen soll die Gründungskolonie jedoch aus dem Kloster Morimond in Frankreich gekommen sein. Mit ihnen kam auch Michael, ein junger Baumeister, der die Baumaßnahmen leitete. Die Ankömmlinge ließen sich zunächst im nahe gelegenen St. Veit (Šentvid) nieder, der Urpfarre mit der Kirche des hl. Veit (sv. Vid).

### Errichtung des Klosters und der Klosterkirche 1132–1156

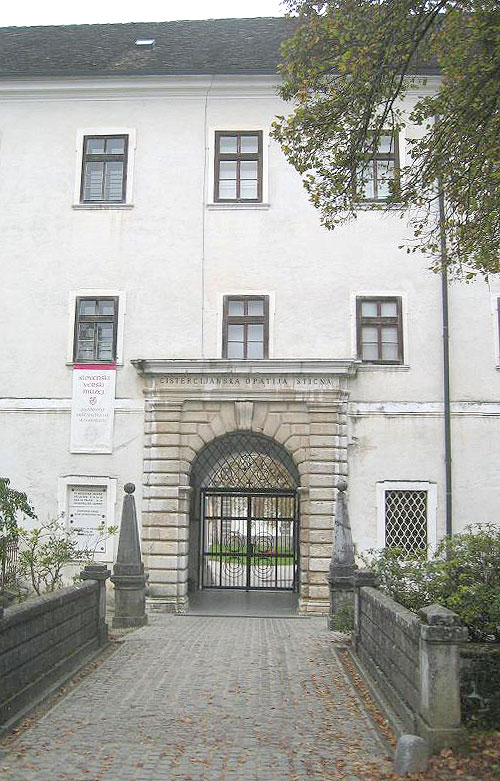
Pforte

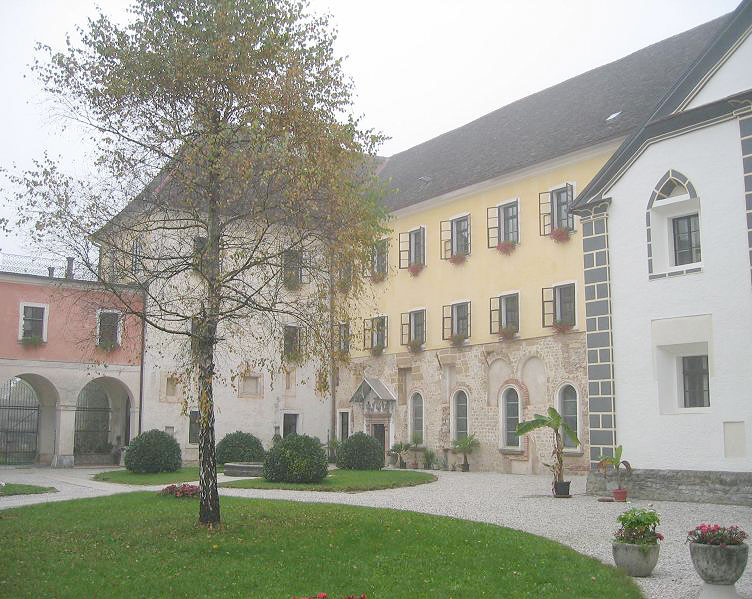
Der große Klosterhof

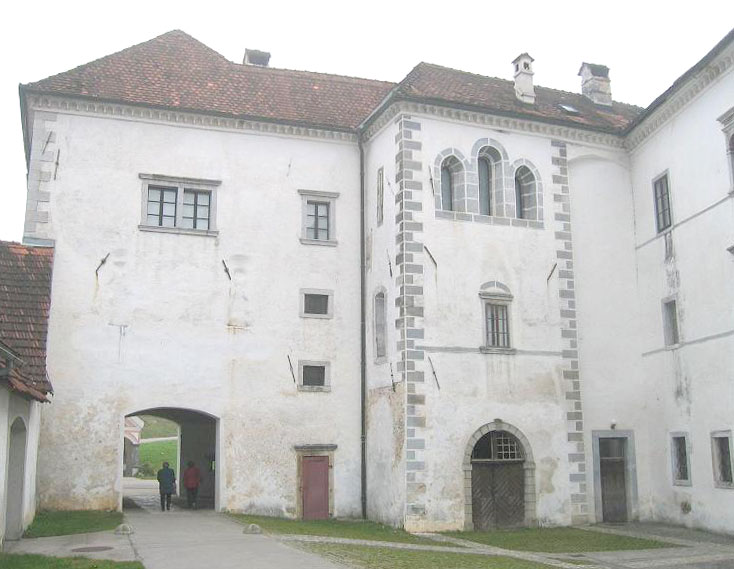
Der Nordturm – „Altes Tor“ von innen – einst der einzige Zugang zum Kloster

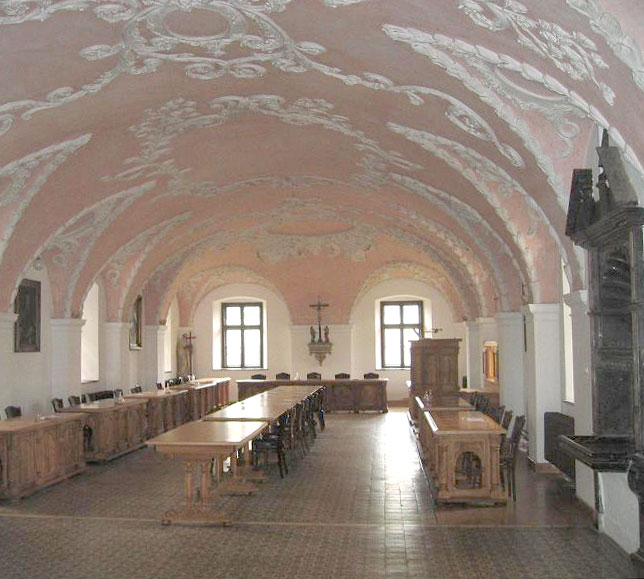
Refektorium – Ende 17. Jahrhundert

Die Arbeiten waren innerhalb weniger Jahre so weit fortgeschritten, dass die Mönche schon 1135 ins Kloster einziehen konnten. Um dort mit dem regulären Ordensleben beginnen zu können, mussten gemäß den Ordensregeln allerdings 1. die Klosterkirche, nach Osten ausgerichtet, als Mittelpunkt der gesamten Anlage, 2. das Refektorium (Speisesaal), 3. das Dormitorium (Schlafsaal), 4. das Hospiz (Gast- und Krankenraum für Reisende, Pilger) und 5. die Pforte fertiggestellt worden und die Anlage, zur Abgrenzung von der Außenwelt, mit einer Mauer umgeben sein. Nur die Ställe durften außerhalb der Klostermauer errichtet werden. Teile der Mauer verlaufen heute noch im östlichen und südlichen Teil entlang des Baches Stiški potok.
Die reguläre Ordensarbeit wurde am 7. Juli 1135 aufgenommen. Der Abt Vinzenz allerdings kam vermutlich erst Mitte des Jahres 1136 nach Sittich, ein Umstand, der nicht konform mit den Ordensregeln war. Den Ordensregeln entsprach wohl, dass zu Beginn des geordneten Klosterlebens zwölf Mönche – analog der Anzahl der zwölf Apostel – vor Ort anwesend waren, der Dreizehnte sollte stets der Abt sein, der in diesem Fall jedoch zu dem Zeitpunkt noch nicht eingetroffen war.
Im Laufe der Jahre – jeder Abt tat etwas dazu – entwickelte sich das Kloster zu einer stattlichen Anlage. Die Klosterkirche wurde erst im Jahre 1156 fertig erbaut und vom Patriarchen Peregrin persönlich eingeweiht. Der Hauptaltar – Altar der Mutter Gottes – wurde am 8. Juli 1156 eingeweiht und die Einweihung der beiden Seitenaltäre – der des Erzengels Michael und der des Apostels Petrus und aller Heiligen – schloss sich am 9. Juli 1156 an.
Im Jahre 1181 folgte die Einweihung der Altäre des Heiligen Kreuzes und des Johannes Evangelista. Im Jahre 1182 wurde der Altar des hl. Nikolaus und 1191 der Altar des hl. Benedikt geweiht. Es folgten die Einweihungen der Altäre des hl. Georg (1196), des hl. Stephan (1200) und des Seitenaltars der Mutter Gottes (1301). Im Jahre 1335 war ferner die Rede vom Altar des hl. Andreas und später auch vom Altar des hl. Bastian.

### Donatoren, Urkunden und Urbare
Patriarch Peregrin musste als Klostergründer dafür sorgen, dass die Mönche von Beginn an für eine angemessene Lebenshaltung sichere und geregelte Einkünfte zur Verfügung hatten. Dafür griff er vermutlich auch auf das Vermögen der Kirche des Patriarchats zurück. Er stellte nicht nur das Baugelände zur Verfügung, sondern schenkte dem Kloster auch fünf Höfe, die am Sitticher Bach lagen, und die Ortschaft Weinhof (Bajnof) in der Nähe der heutigen Stadt Novo mesto in Unterkrain. Und im Jahre 1145 bedachte er das Kloster mit fünf weiteren Huben in Bodendorf an der Mur (einige Kilometer westlich von Murau in der Obersteiermark).
Dem Beispiel des Patriarchen folgend schlossen sich schon bald weitere Wohltäter mit ihren Schenkungen an, wie beispielsweise die Weichselberger Herren, die Andechser und die Spanheimer, die Grafen von Görz und die Markgrafen von Istrien, später auch die österreichischen Erzherzöge und Herzöge von Kärnten sowie weitere Adelsfamilien aus Krain und sogar aus der Steiermark.
Auf diese Weise gelangte Sittich innerhalb weniger Jahrzehnte zu großem Grundbesitz. Diese Güter lagen hauptsächlich in Gegenden, die sich zwischen Laibach im Westen und Rudolfswert im Osten und der Save im Norden und dem Flusse Gurk (Krka) im Süden erstreckten. Der Herzog von Kärnten, Ulrich von Spanheim, erteilte dem Kloster am 10. Januar 1256 die niedrige Gerichtsbarkeit über die dem Kloster zugehörigen Untertanen, später folgten die hohe Gerichtsbarkeit und sogar die Blutgerichtsbarkeit. Einige Mächtige erteilten dem Kloster auch Forst- und Jagdrechte sowie im Zirknitzer See auch das Fischereirecht. Die Päpste selbst und die Patriarchen unterstützten Sittich auch dadurch, dass sie dem Kloster mehrere gut dotierte Pfarreien inkorporierten. Im 14. Jahrhundert erteilte Papst Innozenz III. dem Kloster das Privileg des Asylrechts.
Dass Patriarch Peregrin der Stifter des Klosters war, ist Fakt. Aber von Zeit zu Zeit stellten dies einige seiner Nachfolger in Frage. Nicht Peregrin allein, sondern auch die Kirche von Aquileja sei Gründer des Klosters gewesen. So äußerte sich Patriarch Berthold in einem Brief vom 19. Oktober 1341: „… der Abt des Klosters Sittich, das von der Kirche von Aquileja und von unseren Vorgängern gegründet und feierlich dotiert wurde …“ Davon gibt es mehrere ähnliche Fälle.
Als Klostergründer sahen sich aber auch andere. Der Abt Urban Paradeiser schrieb an den Landeshauptmann Johann von Auersperg auf Schönberg in einem Brief vom 18. Mai 1522 unter anderem, dass er sich „in der Reihe seiner Vorgänger für den Klostergründer hielte …“

Aber auch Sophie von Weichselberg, zugleich Markgräfin von Istrien, bezeichnet sich, ihren Mann und ihre Eltern in einer Urkunde vom Jahre 1228 als Klostergründer. Dort heißt es: „Sophia, dei gratia Ystrie marchionissa Sitticensis cenobii fundatrix“ (Sophie, von Gottes Gnaden Markgräfin von Istrien, Gründerin des Klosters Sittich) – erteilt dem Kloster für ihr eigenes Seelenheil, für das ihres verstorbenen Gemahls Markgrafen von Istrien Heinrich sowie für das Seelenheil ihrer Eltern, ihres Bruders, die alle im Kloster bestattet wurden, sowie all ihrer Verwandten – (omniumque parentum meorum) das Forst- und Jagdrecht. Auch die Herzogin Viridis, Gemahlin Leopolds III., wird in einer Urkunde vom 23. Oktober 1397 als Mitbegründerin des Klosters bezeichnet.
Es steht die juristische Frage im Raume, fundierte (fundus – Grund und Boden) Patriarch Peregrin das Kloster aus eigenen Mitteln oder griff er auf das Vermögen der Kirche von Aquileja zurück. Im letzteren Fall wäre das Kloster ausschließlich eine Einrichtung der Kirche. Diese Frage scheint nicht völlig geklärt zu sein.
Pater Grebenc hat in seinem Werk – Gospodarska ustanova Stične ali njena dotacija (Die wirtschaftliche Gründung Sittichs oder dessen Dotation) aus dem Jahre 1973 – all diese Schenkungen mit den Wohltätern aufgelistet und außerdem nachgewiesen, dass der anfängliche Landbesitz Sittichs wesentlich größer war, als Historiker bislang angenommen haben. Seinen Untersuchungen ist es ferner auch zu verdanken, dass die Gesamtentwicklung von Sittichs Grundbesitz im Mittelalter größtenteils aufgeklärt ist.
Im ersten Teil: Registracija posestnih listin od 1136 bis 1505 (Registrierung der Besitzurkunden vom Jahre 1136 bis zum Jahr 1505) führt Grebenc 352 Urkunden auf, die etwas über die Wohltäter, deren Schenkungen und Bestätigungen von Grundbesitz aussagen.
Im zweiten Teil: Ozemeljsko stanje Stične v času urbarja in leta 1505 (Stand des Grundbesitzes von Sittich aus der Zeit des Urbars vom Jahr 1505). Das Urbar aus dem Jahre 1505 ist das älteste, das erhalten geblieben ist. Darin wird verwiesen auf Urbare von 1445 und 1496, die jedoch verschollen sind. Im Staatsarchiv Sloweniens in Ljubljana werden ferner die Urbare von Sittich aus den Jahren 1544, 1558, 1572, 1573, 1584, 1608, 1619 und 1624 aufbewahrt. Weiterhin sind aufgeführt das Bodendorfer Urbar von 1619 und Urbare von Weinhof (Bajnof) aus den Jahren 1543 und 1643/49.
Anhand der Urbare von 1505 (Sittich), 1619 (Bodendorf) und 1643/49 (Weinhof) hat Grebenc alle dort vorkommenden Orte, die in jenen Zeiten oft sehr unterschiedlich geschrieben wurden, lokalisiert und sie mit den gegenwärtigen Ortsnamen versehen.
Im dritten Teil: Koordinacija listin z urbarialnem stanjem (Koordination der Urkunden gemäß den Aufzeichnungen in den Urbaren) setzt sich Grebenc mit der Entwicklung des klösterlichen Grundbesitzes auseinander, den Zugängen und Abgängen, und führt acht Urkunden auf, in denen die Patriarchen im Zeitraum von 1145 bis 1250 die dem Kloster gemachten Schenkungen bestätigt haben.
In Sittich wurden Urbare und andere Dokumente, die täglich in Gebrauch waren, im Verwaltungsgebäude, das zwischen der Klosterkirche und dem Eingangstor stand, aufbewahrt. Diese Teile haben zur Zeit der Türkenbelagerungen in den Jahren 1471, 1475 und 1492 am stärksten gelitten.

### Grabmäler
Die meisten Wohltäter waren darauf bedacht, dass ihnen als ihre letzte Ruhestätte ein Platz im Kloster oder in der Klosterkirche gewährt werden würde. Im Sitticher Nekrolog sind für die Zeit von 1140 bis 1556 etwa 230 solcher Wohltäter aufgeführt. Davon wurden 31 in der Sitticher Kirche beigesetzt.
In Valvasors Beitrag zum Kloster Sittich finden wir auch Hinweise zu den dortigen Epitaphien. Valvasors Bericht entnehmen wir, dass im Kloster viele hochgestellte Personen und von Adel beigesetzt wurden, wie beispielsweise Sophie, die Markgräfin von Istrien, ihre Eltern und andere Vorfahren. Dort wurde auch Agnes, die Gemahlin von Ulrich, Herzog von Kärnten, beigesetzt. Ebenso fand dort Viridis, eine geborene Herzogin von Mailand und Gemahlin Leopolds III., Herzogs von Österreich, ihre letzte Ruhestätte. Auch einige Grafen von Auersperg und Angehörige anderer Geschlechter ruhen hier, obwohl deren Grabsteine nicht mehr vorhanden sind. Sie wurden im Zuge weiterer Umbauten mit Genehmigung des damals noch römisch-deutschen Königs Maximilian I. aus dem Jahre 1497 entfernt, da sie hinderlich waren. Erhalten geblieben sind nur einige wenige Steine, so auch der von Pankraz von Auersperg aus dem späten 15. Jahrhundert. Valvasor erwähnt auch den heute nicht mehr vorhandenen Grabstein von Ludwig von Kosiack, mit dem dieses Geschlecht erloschen ist.

### Sittich im Wandel der Zeiten

#### Zeit der Türkeneinfälle – 15. und 16. Jahrhundert
Die zweite Hälfte des 15. Jahrhunderts war die Zeit der massivsten Türkeneinfälle in das Gebiet des heutigen Slowenien. Der kärntnerische Geistliche und Chronist im 15. Jahrhundert, Jakob Unrest, berichtet unter anderem, Krain sei in der Zeit von 1469 und 1473 zur Hälfte niedergebrannt und verwüstet worden. Ähnliches berichteten die Krainer Landstände, die im Jahre 1574 ein Hilfeersuchen an den Papst richteten. Auch das Kloster Sittich bekam damals die türkische Gewalt zu spüren. Türkische Einheiten, aus Bosnien kommend, drangen über die Orte Mirna peč (Hönigstein), Trebnje (Treffen) und entlang des kleinen Flusses Temenica (Temenitz) nach Sittich vor. Die Türken belagerten das Kloster mehrere Male. Zweimal gelang es ihnen sogar das Kloster einzunehmen, und zwar in den Jahren 1471 und 1528. Die Abtei wurde geplündert und dann eingeäschert. Die Mönche wurden niedergemacht oder in die Sklaverei verschleppt. Wie viele damals gerettet werden konnten, ist nicht bekannt. Wertvolle Urkunden, Handschriften, Inkunabeln, Urbare und Kunstwerke wurden Opfer der Flammen. Die erste Einnahme des Klosters beschreibt in dichterischer Freiheit auch der bekannte slowenische Schriftsteller Josip Jurčič (1844–1881) in seiner historischen Erzählung Jurij Kozjak – slovenski janičar (Georg (von) Kossiak, der slowenische Janitschare) aus dem Jahr 1860. In jenen Jahren amtierten die Äbte Ulrich (1450–1481) und Johannes Glawitsch d. J. (1523–1530).
Nach der Schlacht bei Mohács (29. August 1526) stellte der damalige Landesfürst, Ferdinand I. von Habsburg, immer größere Forderungen an die Kirche. Im gleichen Jahr schon ließ er alle kirchlichen Wertgegenstände registrieren, um sie zu Geld zu machen. Mit diesem Geld wurde die Verteidigung gegen die Türken finanziert. Die Krainer Landstände ernannten den Abt Glawitsch zum Kommissar, der zuständig war für die Konfiszierung von Wertgegenständen, die jede Kirche in Krain für den Unterhalt des Krainer Truppenaufgebotes gegen die Türken abgeben musste. Kloster Sittich musste damals folgende Gegenstände abgeben: zwei vergoldete Monstranzen und eine kleine aus Silber, sechs Kelche und sechs Patenen (Hostienteller), ein großes Kreuz und drei kleinere vergoldete Kreuze, eine vergoldete und fünf Figuren aus Silber, zwei Krüge, ein aus Silber hergestelltes vergoldetes Brustkreuz und zwei kleine vergoldete Kreuze mit Silberketten, eine silberne Mantelspange, den Abtstab, ein vergoldetes Weihrauchgefäß und drei „Agnus dei“ (ein ovaler Anhänger mit dem Bild eines Lamms).

#### Sittich zu Valvasors Zeit – 17. Jahrhundert
Johann Weichard Freiherr von Valvasor (1641–1693) hat in seinem weit über die Grenzen Sloweniens bekannten umfangreichen Werk Die Ehre dess Hertzogthums Crain das Kloster Sittich mehrere Male an unterschiedlichen Stellen erwähnt. Im XI. Buch – das von den Slowenen auch als das „Buch der Burgen (Knjiga gradov)“ bezeichnet wird, in deutschsprachigen Fachkreisen aber unter dem Namen „Das Buch der Schlösser“ bekannt ist – widmet Valvasor dem Kloster einen eigenen Beitrag einschließlich einer Illustration (etwa DIN-A3-Format). Es wird berichtet, Valvasor habe für seine Recherchen auch das dortige Archiv benutzt.
Sein Bericht über das Kloster ist allerdings nicht sehr erschöpfend. Er teilt uns etwas über die geographische Lage der Abtei mit. Ferner schreibt er, das Kloster sei ein großes, auf „alte“ Art errichtetes Gebäude, umgeben von einer Mauer und mit mehreren Türmen gut gesichert. Das Kloster habe auch ein schönes Getreidesilo mit drei Gewölben, jeweils übereinander errichtet, was einzigartig für diese Gegend sei. Das Silo sei aber auch erst im Jahre 1686 fertiggestellt worden. Die Kirche beschreibt Valvasor als ziemlich groß und lang und mit einem kleinen und großen Turm geschmückt. Im Kloster sei auch ein ansprechendes Herbarium angelegt worden, das jedoch aufgrund der Klostermauer dem Blick von außen verborgen bliebe. Nach Valvasor lag vor dem Kloster eine schöne und gute Ebene mit kleinen Hügeln, sehr schön mit Bäumen bestückt, wo es angenehm sei zu wandern, insbesondere zur Sommerszeit, wenn die Hitze drückt. Die Heuwiesen seien dort vortrefflich. Und wegen einer großen Wiese mit der Bezeichnung Mullau (slow. Muljava), von der das Vieh mit so hervorragendem Futter versorgt wird, war zu Valvasors Zeiten noch der Brauch, am Karfreitag als Dank dafür drei kleine Butterstücke und drei Brotlaibe auf den großen Altar in der Klosterkirche zu legen. Und am Dienstag vor Ostern, der allgemein als der Vergebungsdienstag bezeichnet wird, erhält jeder, der an die Klosterpforte klopft, einen Heller und zwei Semmeln, und dieses Brot schimmelt nie, sagt der Volksmund.
Weiter berichtet Valvasor, in den ersten dreihundert Jahren seien die Frömmigkeit und Gottesfurcht der christlichen gläubigen Seelen so groß und mächtig gewesen, dass es in Krain kaum eine angesehene Familie gab, die nicht dem Kloster mit milden Gaben und Stiftungen geholfen habe. Ferner führt Valvasor einige Wohltäter auf, die auch im Kloster beigesetzt wurden, und dass nahezu alle Grabsteine und Epitaphien verschollen sind. Valvasor schreibt aber auch, dass es in diesem Gotteshaus Unterlagen und Handschriften im Überfluss gebe, die es ermöglichten, eine eigene Abhandlung über das Kloster zu verfassen. Valvasor verschwieg in seinem Bericht über das Kloster allerdings, dass es die Äbte schon immer mit aufsässigen Untertanen zu tun hatten.
Erste Widerstände der slowenischen Bauern gegen die Obrigkeit zeichneten sich schon seit etwa dem Jahr 1335 ab. In diesem Jahr haben sie den Herrschaftsbesitzer von Laas (slow.: Lož) in Innerkrain erschlagen. Um das Jahr 1350 versuchte das Kloster Sittich seine steuerlichen Lasten auf die Untertanen, sprich die Bauern, abzuwälzen. Dagegen erhoben sie sich und revoltierten. Um wieder Ordnung herzustellen, setzte der Abt Bewaffnete ein, die grausam gewütet haben sollen; sie vergewaltigten Mädchen und Frauen, führten das Vieh fort und setzten die Häuser in Brand. Ein weiterer Aufstand der Sitticher Bauern folgte 1358.
Zu Valvasors Zeiten regierten in Sittich folgende Äbte: Ruprecht Eckart (1638–1644), Johannes Weinzierl (1644–1660), Maximilian Motoch (1661–1680), Ludwig Freiherr von Rahmschüssel (1680–1687) und Anton von Gallenfels (1688–1719).
Abt Ruprecht (1638–1644) hatte, wie das schon seine beiden Vorgängern Abt Matthäus (1626–1628) und Abt Johannes (1628–1638) erleben mussten, Schwierigkeiten mit den Untertanen, die sich widerrechtlich am Klostergut schadlos hielten oder gegen die Erhöhung des Frondienstes, der Abgaben, gegen unkorrekte Maße, gegen die Missachtung des Vertragsrechts und gegen die Zustände in den Kerkern protestierten. Im Jahre 1628 schlugen sie in den klösterlichen Wäldern Holz auf eigene Faust und mussten mit Waffengewalt daran gehindert werden.
Auch Abt Johannes war 1633 gezwungen, die Wälder des Klosters mit Bewaffneten zu schützen. Berichtet wird, dass damals das Kloster von 250 Uskoken aus Karlstadt (Karlovac in Kroatien) und 100 Berittenen vor wütenden Bauern geschützt werden musste. Diese Aktion soll das Kloster 40.000,- Gulden gekostet haben. Einer Kommission, die 1637 auf Anordnung des Kaisers nach Sittich beordert wurde, gelang es, die Situation zunächst zu beruhigen. Die Ruhe währte jedoch nicht lange, denn schon im darauf folgenden Jahr konnte ein Komplott gegen den Abt Ruprecht rechtzeitig aufgedeckt werden. Der Rädelsführer hieß Jurij Zaveršek, der im Jahre 1640 Beschwerdeschreiben nach Laibach und auch nach Wien richtete. Die Anschuldigungen gegen den Abt erwiesen sich allerdings als haltlos. Zaveršek bekannte bei der Vernehmung vor Gericht in Weichselberg, die Vorwürfe gegen den Abt hätte „man sich ausgedacht“, und er sei von anderen Bauern dazu angestiftet worden, die Beschwerden zu schreiben.
Aber auch zur Regierungszeit von Abt Johannes Weinzierl (1644–1660) rissen die Unruhen nicht ab. Aus einem Schreiben vom Jahre 1660, das der Sitticher Pater Bernhard nach Rein geschickt hatte, geht hervor, dass Untertanen des Klosters erneut revoltierten und in Laibach die „alten Rechte“ – „staro pravdo“ verlangten.

Das Kloster Sittich – Ostseite – Kupferstich von Johann Weichart Freiherrn von Valvasor aus der zweiten Hälfte des 17. Jahrhunderts

Valvasors Kupferstich vom Kloster Sittich war vermutlich die erste Illustration davon, die einer breiteren Öffentlichkeit vorgestellt wurde. Der auf dem Kupferstich gezeigte Klosterkomplex ist imposanter und grandioser als das Erscheinungsbild der heutigen Klosteranlage. Das Bild trägt die Überschrift „Kloster Sittich“, darunter, im wesentlich größeren Teil des Bildes, ist das Kloster dargestellt. Über der Überschrift, im schmaleren oberen Teil, der sich jedoch über die ganze Länge des Bildes ausbreitet, setzte Valvasor in die Mitte eine Kartusche mit einer Widmung, links davon das Wappen der Gallenfels – eine Spitze mit zwei einwärts gekehrten Einhörnern – und rechts davon das Wappen des Klosters – ein Vogel – Sittich – auf einer Mauer mit drei Zinnen sitzend. In die linke obere Ecke setzte Valvasor eine kleine Abbildung des Klosters von der nördlichen Seite und in die rechte Ecke das Bild des Klosters von der westlichen Seite.
Die Widmung lautet: „Dem hochwürdig auch Wol Edl gebornen Herrn Herrn Antonis Gallenfels, Prelaten zu Sittich. Dann auch dem ganzen Löbl.: (lichen) Convent, zu sonderbahren Ehren D. und i. Johann Weichart Valvasors, Freyherrn“.

#### Aufhebung 1784 und Wiederbeginn 1898

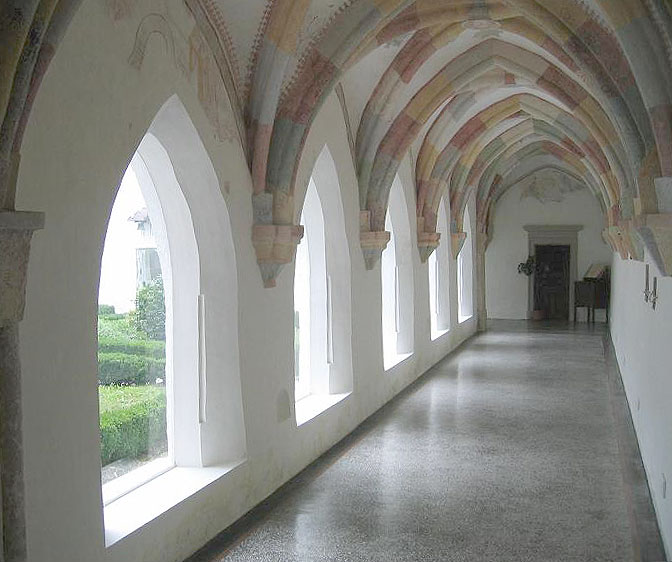
Kreuzgang

Für das slowenische Volk entstand ein immenser, irreparabler kultureller Schaden, als neben zahlreichen anderen Klöstern auf der Grundlage des Dekrets vom 12. Januar 1782 von Kaiser Josef II. im Jahre 1784 auch das Kloster Sittich aufgelöst wurde. Das kulturelle Zentrum in Unterkrain war verschwunden. Zahlreiche kostbare Bücher, Inkunabeln, Handschriften, Briefe, unersetzbare Urkunden und Urbare sowie Kunstwerke wurden bei der Räumung des Klosters vernichtet oder sind seither verschollen, obwohl für die Bergung der Bücher und der Archivalien genaue Anleitungen erstellt wurden.
Schon drei Wochen nach der Herausgabe des Dekrets fuhr am 25. Oktober 1784 in Sittich die Kommission, die mit der Auflösung des Klosters beauftragt war, mit Johann Nepomuk von Buseth, dem innerösterreichischen Gubernialrat, und dem Liquidator Schrey an der Spitze vor. Buseth las den versammelten Patres das Auflassungsdekret vor. Danach begann die Bestandsaufnahme des Klosterinventars und Klostervermögens. Nach zwei Monaten, am 20. Dezember, lag das Ergebnis vor. Das Klostervermögen betrug 304.650,- Gulden, die Schulden beliefen sich auf 65.665,- Gulden. Das einstige Kloster hieß von nun an „Religionsfonds Herrschaft Sittich“ oder auch „Kameral Herrschaft Sittich“. Der erste Verwalter der verstaatlichten Herrschaft war Franz Xaver von Monderburg.
Das Klosterarchiv wurde von der Landwirtschaftlichen Gesellschaft in Laibach übernommen. Und die beiden Sitticher Patres Jakob Učan und Georg Nowak wurden beauftragt, Abschriften von Urkunden und ein Verzeichnis anzufertigen, was aus Zeitgründen wohl nicht zu Ende geführt wurde.
Auch die Klosterbücherei sollte der Landwirtschaftlichen Gesellschaft in Laibach zugeführt werden, was ebenfalls nicht geschah, da die Gesellschaft 1788 aufgelöst wurde. Schließlich wurde nun die Kameral-Herrschaft Sittich in das Bistum Laibach inkorporiert, an das auch das Klosterarchiv und die Bücherei übergeben wurden.
Bei der Übergabe wurde am 26. April 1788 ein langes Verzeichnis unterschrieben, das vom Pater Učan zusammengestellt worden war. In Sittich wurden die Bücher und Urkunden in 88 Kisten verpackt, die dem Laibacher Bezirksamt zugeführt wurden. Und von dort wurden die Behälter, wie vorgeschrieben, an die Hofbibliothek in Wien verschickt, die sich Exemplare aus dem Bestand an Büchern, Urkunden und Handschriften nach Belieben heraussuchen durfte. Die wertvollsten Stücke verblieben somit in Wien. Der Rest ging an die Laibacher Lyzeumsbücherei (die heutige Laibacher Volks- und Universitätsbücherei, NUK). Erhalten geblieben ist ein Verzeichnis aller Bücher der damaligen Klosterbücherei, es waren 1774 Teile bestehend aus 2.663 Heften. An die 300 Exemplare davon werden heute in der Laibacher Universitätsbücherei aufbewahrt.
Anlässlich der 800-Jahr-Feier des Bestehens der Zisterzienser im Jahr 1898 beabsichtigte das Kloster Mehrerau (Bodensee) für den Orden eine neue Abtei zu gründen. Deshalb machten sich im Jahre 1893 der Mehrerauer Abt Laurenz Wocher und der Prior Gregor Müller auf den Weg und besuchten auch in Krain die aufgelassenen Klöster Sittich und Landstraß (slow.: Kostanjevica). In Absprache mit dem Rudolfswerter Propst und dessen Vikar, Josef Benković, fiel die Wahl auf das Kloster Sittich als das einst älteste und bedeutendste Kloster in dieser Gegend. Die Vorbereitungen für die Restitution dauerten von 1893 bis zum Jahr 1898.
Die Rückkehr der Zisterzienser nach Sittich war umstritten, die Slowenen waren dagegen. Das reguläre Ordensleben wurde dennoch am 4. Oktober 1898 aufgenommen. Die Erneuerung des Ordenslebens und des Klosters wurde dem Prior Gerhard Maier, der aus einer württembergischen Bauernfamilie stammte, anvertraut. Mit ihm kamen sechs weitere Ordensbrüder. Die größte Schwierigkeit im Hinblick auf die seelsorgerische Tätigkeit in einem überwiegend von Slowenen besiedelten Land bestand darin, dass keiner von ihnen der slowenischen Sprache mächtig war. Die Anzahl der Sitticher Ordensbrüder wuchs ständig, so dass Sittich im Jahre 1903 vom Papst auch formal als Abtei und Prior Gerhard als Abt bestätigt wurden. Im Laufe der Jahre kam es zwischen Abt Gerhard und einigen Mitbrüdern jedoch zu Unstimmigkeiten, so dass Abt Gerhard am 14. Mai 1912 resignierte.

#### Sittich im 20. Jahrhundert
Die Zeit der beiden Weltkriege und die Begleitumstände waren für das Kloster nicht förderlich gewesen. Auf den Abt Gerhard Maier folgte im Jahre 1913 Bernhard Widmann, ein gebürtiger Bayer. Während des Ersten Weltkrieges waren im Kloster an die 400 österreichische Soldaten einquartiert. Mit dem Beginn des Jahres 1916 wurden bis zum Jahr 1917 im Kloster selbst und in den dazugehörigen Pfarreien nahezu alle Kirchenglocken konfisziert, die dann zu Kanonenrohren umgegossen wurden. Im Mai 1915 begann auch der Krieg zwischen Österreich und Italien. Im katholischen Seminar von Görz (ital.: Gorizia, slow.: Gorica), einer Stadt, die damals zu Österreich gehörte und nun von Italien beansprucht und besetzt wurde, waren damals neben Theologiestudenten aus Görz selbst auch Theologen aus der Triester, der Porečer (ital.: Parenzo) und der Gurker Diözese untergebracht. Das Seminar wurde aufgelöst und die Seminaristen – insgesamt etwa 85 Personen – wurden mit Zustimmung der Militärverwaltung im Kloster Sittich untergebracht, wo sie bis zum Ende des Krieges blieben.
Damals fand auch der Theologieprofessor Dr. Josip Srebrnič (1876–1966), als Schriftsteller auf seelsorgerischem und historischem Gebiet schaffend, im Kloster Zuflucht. Aus Dankbarkeit veröffentlichte er ein kleines Büchlein Črtice o cistercijanskem samostanu v Stični (Kurze Abhandlung über das Zisterzienserkloster in Sittich). Srebrnič beschreibt dort in knapper Form die Geschichte des Klosters, das Kloster- und das Kirchengebäude sowie das kulturelle Schaffen und die Bedeutung der Sitticher Mönche. Ausführlicher schreibt er über die Auflösung und die Restitution des Klosters und über die Ereignisse im Kloster während des Ersten Weltkrieges und über das Leben der Mönche. Srebrnič starb als Bischof von Krk in Kroatien.
Mit dem Ende des Krieges im Oktober 1918 zerbrach die österreichisch-ungarische Monarchie und im gleichen Jahr noch wurde der selbständige Staat der Slowenen, Kroaten und Serben – genannt Država SHS (Slovenaca, Hrvata i Srba) – gegründet. Abt Bernhard, dem es gelang, im Kloster wieder geordnete Verhältnisse herzustellen, erkrankte 1920 schwer und zog es vor, beeinflusst von den Ordensbrüdern deutscher Herkunft, das Kloster zu verlassen und nach Bronnbach zu übersiedeln.
Nach dem Weggang des Abtes Bernhard wurde das Kloster vom Prior Dr. Auguštin Kostelec, einem Slowenen aus der Weißen Mark, geleitet. Im Jahre 1924 folgte seine Wahl zum Abt. Unter seiner Leitung lebte das Kloster erneut auf in personeller und auch in wirtschaftlicher Hinsicht. Nach ihrem Exil in Bronnbach lebten die Sitticher Mönche von 1931 bis 1967 in
Seligenporten.
Während des Zweiten Weltkrieges war das Kloster von italienischem Militär besetzt. Auch Geistliche, die aus der Marburger (Maribor) und aus der Laibacher Diözese von den Deutschen vertrieben wurden, nahm das Kloster gastfreundlich auf.
1945 wurde das Stift Stams durch Sitticher Zisterziensermönche neu besiedelt.
Das Ende des Krieges im Jahre 1945 stellte das Kloster vor neue schwierige Herausforderungen. Am 29. November 1945 wurde die Demokratische Föderative Volksrepublik Jugoslawien gegründet, die im Jahre 1963 die Bezeichnung Sozialistische Föderative Republik Jugoslawien (SFRJ) erhielt. Dem Land wurde ein kommunistisches System übergestülpt.
Die neuen kommunistischen Machthaber enteigneten das Kloster auf der Grundlage des neu geschaffenen Gesetzes über die Agrarreform und Kolonisation (Zakon o agrarni reformi in kolonizaciji). Zudem wurde in kurzer Zeit eine Reihe weiterer gleichgearteter Gesetze und Verfügungen verabschiedet. Zur Durchführung der Enteignung wurden so genannte Bezirkskommissionen für die Agrarreform (Okrajna komisija za agrarno reformo) gebildet. Nationalisiert wurden nicht nur riesige klösterliche Agrarflächen und Forste. Einrichtungen für Fleisch- und Molkereiproduktion, Sägewerke, Mühlen und Werkstätten, Meiereien, Schweinezucht und Fischteiche des Klosters wurden unter staatliche Verwaltung gestellt. Gerät für die Bestellung von Feldern und für die Pflege von Wäldern sowie Maschinen wurden weggeführt. Je nach Bedarf erschienen Beauftragte der neuen Verwaltung, legten ein formloses Schreiben vor, worauf geschrieben stand, welches Gerät wo und wann abzugeben sei. Die Schlussformel vor der Unterschrift des Anordnenden lautete damals stets: „Smrt fašizmu, svoboda narodu“ (Tod dem Faschismus, Freiheit für das Volk), und darunter wurde ein runder Stempel der Bezirkskommission für Agrarreform gesetzt. Wenn eine Maschine ausfiel, wurde sie zurückgebracht, da es kein Fachpersonal und auch keine Ersatzteile für die erforderliche Reparatur gab.
Nach dem Zerfall der Sowjetunion und dem Zusammenbruch der damit verbundenen kommunistischen Regime in Ost- und Südosteuropa wurde 1991 auch Slowenien mit der endgültigen Loslösung von Jugoslawien im 10-Tage-Krieg ein souveräner Staat mit einer demokratischen Verfassung.
Auf dem Weg in die Europäische Union verabschiedete Slowenien am 20. November 1991 das Gesetz über die Denationalisierung – Zakon o denacionalizaciji – als Wiedergutmachung für den während des kommunistischen Regimes zugefügten materiellen Schaden. Das Gesetz – mit entsprechenden Einschränkungen insbesondere bezüglich der einstigen Nationalität oder getroffenen Optionen – besagt, dass alle enteigneten Güter, die in natura zurückgegeben werden können, den einstigen Eigentümern auch in natura zurückzugeben sind. Alles andere ist in anderer Form oder in Form von Obligationen (Schuldverschreibungen) zu entschädigen. Dieses Gesetz gilt auch für das Kloster Sittich, dem die einst enteigneten Ländereien zurückzugeben sind. Aufgrund der Komplexität der Angelegenheit ist bislang allerdings vieles noch nicht geklärt und ungelöst geblieben.

## Äbte
1. Abt Vinzenz (1136–1150, 1163–1167/1168)
Über ihn ist wenig bekannt, man nimmt an, dass er aus Frankreich kam. Die Überlieferung berichtet nämlich, dass Vinzenz vom hl. Bernard selbst im Jahre 1136 aus Morimond nach Sittich beordert wurde. Vinzenz wurde nach dem Tod seines Nachfolgers Folknand erneut zum Abt gewählt und regierte bis zu seinem Tod am 23. Dezember 1167 oder 1168.
2. Abt Folknand (1150–1163)
Aufgrund seiner engen Beziehungen zur Kirche in Deutschland nimmt man an, dass Folknand von deutscher Herkunft war. Überliefert wurde, Abt Folknand sei hochgebildet und ein großer Förderer der Wissenschaften und der Künste gewesen. Er war auch der Begründer des dortigen Theologiestudiums und des weithin bekannten Skriptoriums. Folknand gelang es nämlich, für das Kloster einen Kalligraphen mit dem Namen Nikolaus zu gewinnen. So entstand die umfangreichste Sammlung von lateinischen Handschriften mit farbigen und prächtig ausgeschmückten Initialbuchstaben in Krain. Von Nikolai ist überliefert, dass ihm der Abt, bereits auf dem Sterbebett liegend, den Auftrag erteilt habe, das große Werk des hl. Augustinus De civitate Dei abzuschreiben. Nikolaus hat in einem Initialbuchstaben einer Sitticher Handschrift, die in der Österreichischen Nationalbibliothek unter der Nr. 650, f. 62 aufbewahrt wird, auch den Abt Folknand abgebildet. Abt Folknand starb vor 1163.
3. Abt Aldeprand (1167/68–1180)
Der Abt berichtet in einer Urkunde, dass der Baumeister Michael, der zur Zeit seiner Vorgänger das Kloster und die Kirche erbaut hat, ein Gut in Zgornja Draga (ein Ort, den es heute noch gibt), in der Nähe des Klosters erhalten hat. Abt Aldeprand starb am 8. Dezember 1180.
4. Abt Berthold/Pero (1180–1226)
Es wird angenommen, dass er aus dem Sanntal (Savinjska dolina) stammt. Er ließ mehrere Altäre bauen und scheint auf in mehreren Urkunden. Er erreichte, dass Herzog Ulrich II. von Kärnten das Kloster in seine persönliche Obhut nahm und dem Kloster die eigene Gerichtsbarkeit verlieh, mit Ausnahme des „ius sanguinis“ (Todesstrafe). Aufgrund des Personalaufwuchses hatte der Abt die Absicht, eine Filiale zu gründen, ein Vorhaben, das jedoch nicht zustande kommen sollte.
5. Abt Anonymus (1226–1227)
Da er fälschlicherweise im März 1226 gewählt wurde, wollte ihn der Visitator nicht bestätigen. Nach einem Jahr resignierte er.
6. Abt Konrad (1227–1252)
Aus seiner Zeit ist eine Reihe von Urkunden erhalten geblieben, in denen der Besitz des Klosters aufgeführt ist, oder die von Ehrenobliegenheiten berichten, die ihm anvertraut wurden. Abt Konrad verglich sich mit dem Grafen Wilhelm von Heunburg wegen eines Streites um die Güter Slevice bei Großlassitsch (Velike Lašče). Er galt als ein angesehener kirchlicher Würdenträger und als ein guter Walter des Klosters. Abt Konrad starb am 19. Januar 1252.
7. Abt Johannes Gall (1252–1261)
Auch er galt als jemand, der gut wirtschaften konnte. Damals erhielt das Kloster zahlreiche weitere Schenkungen. Reinboto von Hertenberg aus Kravjek schenkte dem Kloster am 1. Juli 1254 zwei Huben und zwei Weinberge in Oseljica (Osliza) bei Kravjek (Weineck in der Nähe von Sittich). Dafür sicherte ihm das Kloster zu, dass er dort beigesetzt wird. Und Herzog Ulrich bestimmte zum Schutzherren des Klosters den Landeshauptmann von Krain, Rudelin von Pierbaum. Abt Johannes regierte bis zu seinem Tod am 13. Juni 1261.
8. Abt Theoderich/Teoderik (1261–1266)
Auch er mehrte das Klostervermögen. Herzog Ulrich schenkte dem Kloster am 12. März 1261 ein Hospiz unterhalb des Loibl (Ljubelj), zur Aufnahme Armer und Pilger. Er erteilte 1266 dem Kloster auch das Forst- und Jagdrecht. Abt Theoderich starb am 13. Juli 1266.
9. Abt Konrad (1266–1279)
Konrad machte einige bittere Erfahrungen. Da er sich in der Auseinandersetzung um die Görzer Erbschaft gegen den Grafen Albrecht stellte, ließ ihn dieser an den Pferdeschweif eines Pferdes binden und nahezu nackt und barfüßig nach Görz (Gorica) in den Kerker verbringen. Er kehrte aus der Gefangenschaft zurück, der Zeitpunkt ist jedoch nicht bekannt. Im Jahre 1274 finden wir ihn jedenfalls wieder in Sittich. In diesem Jahr noch inkorporierte Patriarch Raimund dem Kloster die Pfarrei Sachsenfeld (Žalec). Graf Meinhard von Görz-Tirol bestätigte 1277 dem Kloster die Gerichtsbarkeiten, das Jagd- und Forstrecht und trug dem Kloster Landstraß (Kostanjevica) auf, Sittich jährlich 10 Silbermark zu zahlen. Außerdem nahm Graf Meinhard das Kloster in seine persönliche Obhut. Abt Konrad regierte bis zu seinem Tod am 13. August 1279.
10. Abt Heinrich/Henrik (1280–1302)
Durch Ankauf und Tausch von Grundstücken arrondierte und mehrte Abt Heinrich den klösterlichen Grundbesitz. Das Kloster wurde 1289 von Johann Remigius, dem Befehlshaber von Susedgrad in Kroatien, und 1300 von Hugo von Duino (Tywein, Tybein) in Istrien teilweise von Zollabgaben befreit. Damals scheint in einer der Urkunden zum ersten Mal der Name Bieli auf, er war der weltliche Verwalter und Rechtsvertreter der Sitticher Ordensbrüder in weltlichen Angelegenheiten. Abt Heinrich starb am 6. Dezember 1302 im Kloster Viktring.
11. Abt Rudolph (1303–1314)
Das Leben zur Regierungszeit von Abt Rudolph verlief in Sittich ruhig. Er galt als ein angesehener Würdenträger mit Verhandlungsgeschick. Abt Rudolph starb am 2. Dezember 1314.
12. Abt Friedrich von Limpach (?–1322)
Über Abt Friedrich sind kaum Nachrichten erhalten geblieben. Es ist nicht einmal das Datum seiner Wahl zum Abt bekannt. In seiner Regierungszeit, am 29. Dezember 1320, erwarb das Kloster ein Haus in Laibach. Abt Friedrich starb am 26. November 1322.
13. Abt Niklas von Hopfenbach/Nikolaj Hmeljniški (?–1326, 1342–1348)
Abt Niklas entstammt dem Geschlecht der Herren von Hopfenbach, deren gleichnamige Stammburg in der Nähe vom heutigen Novo mesto stand. Der Beginn seiner Regierungszeit ist nicht bekannt. Er legte Ende 1326 das Amt nieder, wurde aber nach dem Tod von Abt Johannes im Jahre 1341 wiedergewählt und leitete das Kloster bis zu seinem Tod am 2. August 1348.
14. Abt Eberhard von Montpreis/Eberhard Planinski (1327–1331)
Abt Eberhard von Montpreis (auch Montparis) entstammte einem einst mächtigen Adelsgeschlecht. Der Stammsitz war die gleichnamige Burg – slowenisch Planina – bei Sevnica (Lichtenwald) in der Untersteiermark im heutigen Slowenien. Mit Abt Eberhard – so wird berichtet – begann für Sittich eine düstere Epoche, die nahezu bis Ende des 14. Jahrhunderts andauerte. Damals war auch die Zeit der „Babylonischen Gefangenschaft der Kirche“ oder des „Avignonesischen Papsttums“ (1309–1376), und die Habsburger führten Krieg gegen den Patriarchen von Aquileja. Die Äbte wechselten rasch, und es gibt kaum Nachrichten über sie.

Abt Eberhard gelang es, das klösterliche Vermögen zu mehren. Seine beiden Brüder, Heinrich und Ulrich machten den Schaden, den ihre Vorfahren vor einhundert Jahren dem Kloster zugefügt hatten, wieder gut – 1330 schenkten sie dem Kloster eine Hube in Bršljin bei Rudolfswert/Novo mesto. Berichtet wird auch, dass er die Mitra tragen durfte. Am 18. September 1331 resignierte er. Sein genaues Sterbedatum konnte anhand lückenhafter Nachrichten nicht genau ermittelt werden. Abt Eberhard starb an einem 23. April nach 1337.
15. Abt Stephanus/Štefan (?–1333)
Über ihn gibt es kaum Nachrichten, ein einziger Kaufvertrag von 1332 ist erhalten. Im Jahre 1333 legte er sein Amt nieder. Er starb an einem 16. August nach 1337.
16. Abt Otto/Oton (?–1336)
Aus seiner Zeit sind nur wenige Kaufverträge erhalten geblieben. Patriarch Bertrand (1344–1350) erteilte 1335 den Sitticher Ordensbrüdern die Befugnis, Laien die Beichte abzunehmen, sie mit den Sterbesakramenten zu versehen und sie auf kirchlichen Friedhöfen beisetzen zu können und zu predigen. Abt Otto starb am 2. September 1336.
17. Abt Johannes/Janez (1336–1341)
Abt Johannes wurde in Sittich am 30. Oktober 1336 vom Patriarchen Bertram geweiht und ins Amt eingeführt. Berichten nach soll er jedoch für das Kloster Schulden angehäuft und ein zügelloses Leben geführt haben. Der Patriarch, der eine Synode einberief im Hinblick auf den allgemein zunehmenden Verfall des Ordenslebens in den Klöstern, beauftragte den Abt von Rein, sich über die Zustände in Sittich selbst ein Bild zu machen und die Ordnung wiederherzustellen. Abt Johannes legte im Jahr 1341 das Amt nieder, ob freiwillig, ist nicht bekannt. Er starb an einem 16. April. Die Nachfolge trat im Jahre 1341 Niklas von Hopfenbach an, der seinerseits selbst Ende 1326 resigniert hatte.
18. Abt Peter (1349–1360)
Abt Peter wurde 1349 zum Abt gewählt. Der Patriarch Nikolaus ernannte im Jahre 1357 Abt Peter zu seinem Hofkaplan, und 1360 machte ihn Herzog Rudolf ebenfalls zu seinem Hofkaplan. Abt Peter wurde sogar mit der Erziehung von Leopold, dem noch minderjährigen Bruder des Herzogs, betraut. Erst im Jahre 1365 konnte Abt Peter selbst die Regierungsgeschäfte im Kloster Sittich wiederaufnehmen. In diesem Jahr noch überließ er im Tausch gegen anderes Land dem Herzog am Fluss Krka (Gurk) eine Ortschaft, die damals Gräz hieß und wo Rudolf später die Stadt Rudolfswert (Rudolphswerth), das heutige Novo mesto, gründete. Abt Peter legte in der zweiten Hälfte des Jahres 1367 das Amt als Abt nieder und starb an einem 14. September nach 1367.
19. Abt Arnold (1360–1370)
Aus seiner Zeit sind nur einige Schenkungs- und Kaufverträge überliefert. Und Herzog Albrecht verlieh damals dem Kloster das Fischereirecht. Abt Arnold starb am 11. August 1370.
20. Abt Jacobus/Jakob (1370–1382)
Auch über den Abt Jacobus ist nur wenig bekannt. Herzog Albrecht befreite das Kloster 1374 für vier Jahre von allen steuerlichen Abgaben. Im Jahre 1384 gewann das Kloster einen Rechtsstreit gegen die Brüder Hermann, Leonhard und Walter von Ainödt (slow.: Soteska, Soteški). Abt Jacobus resignierte 1382 und starb an einem 17. September nach 1406.
21. Abt Andreas von Reutenberg /Andrej Čreteški (1382–1387)
Abt Andreas wurde 1382 zum Abt gewählt. Er entstammt dem Adelsgeschlecht der Reutenberg. Die häufigen Rücktritte von Äbten in jenen Zeiten waren ein Zeichen dafür, dass die Ordensdisziplin im Kloster nachließ und dadurch auch die Wirtschaft des Klosters in Mitleidenschaft geriet. Die Äbte, darunter auch Abt Andreas, gingen mit dem Klostereigentum großzügig um. Sie verkauften oder verpfändeten Grund, Häuser und Zehntrechte. Abt Andreas wurde deshalb zum Patriarchen zitiert, um Rede und Antwort zu leisten. Da entgegnete Abt Andreas, dass aufgrund der Bulle von Papst Innozenz III., die auch von Papst Urban VI. bestätigt wurde, Zisterzienser weder von einem Bischof noch von sonst jemandem hinsichtlich ihres Besitzes zur Rechenschaft gezogen werden könnten. Im Jahre 1385 bestätigte Herzog Leopold dem Kloster alle alten Rechte und befreite es von sämtlichen Mauten und Zöllen.

Abt Andreas resignierte im Jahre 1387 und starb an einem 20. April nach dem Jahr 1406.
22. Abt Albertus von Lindeck (1388–1405)
Abt Albert wird als ein echter Abt der Renaissancezeit im schlechten Sinn bezeichnet. Er stammte von der Burg Lindeck bei Sternstein (slow. Frankolovo) in der Untersteiermark. Abt Albertus soll aus dem Kloster Landstraß (slow. Kostanjevica) nach Sittich gekommen sein. Gleich zu Beginn seiner Regierungszeit stieß er ob seines eigenwilligen Wirtschaftens und Verhaltens auf heftigen Widerstand seiner Mitbrüder. Er geriet deshalb auch mit der weltlichen Geistlichkeit in Konflikt. Die wirtschaftliche Misere des Klosters wollte er mit dem Einsatz großer Geldsummen in den Griff bekommen. Das Geld lieh ihm die Herzogin Viridis. Innerhalb weniger Jahre verpfändete er allein an die Herzogin 74 Höfe. Anlässlich der Visitationen in den Jahren 1398 und 1405 wurden ihm nicht nur Verschwendungssucht, sondern auch sittliche Verfehlungen vorgeworfen. Mitte des Jahres 1405 haben die Sitticher Klosterbrüder erneut eine Beschwerdeschrift nach Rein geschickt. Sie warfen dem Abt vor, er würde nicht mehr an den Chorgebeten teilnehmen, keine Messe mehr lesen, auch nicht an hohen Feiertagen, ein zügelloses Leben führen und die Untertanen hartherzig behandeln. Aufgrund der belastenden Untersuchungsergebnisse resignierte Abt Albert am 13. Juli 1405. Er intrigierte nach seinem Rücktritt jedoch gegen den neuen Abt und versuchte mit aller Macht wieder die Würde des Abtes zu erlangen. Nach zahlreichen Verfahren, die sich bis in das Jahr 1414 hinzogen, in die auch Herzog Ernst und sein Bruder Wilhelm mehrmals eingreifen mussten, endete Albert von Lindeck im Kerker, wo er am 8. Mai 1451 starb.
23. Abt Peter Limschak/Limšak (1405–1428)
Die Wahl Peter Limschaks zum Abt teilte der Abt von Rein auch dem Herzog Ernst mit, der dann das Kloster und den Abt Peter in die Obhut des Landeshauptmannes von Krain, Johann Neudecker, legte (21. Juli 1405). Mit der Ausnahme der Auseinandersetzungen des Abtes Peter mit seinem Vorgänger ist über ihn wenig bekannt. Er erhielt die Order, seine Klosterschüler in das Ordenskollegium des hl. Nikolai nach Wien zu schicken. Und im Jahre 1412 erhielt er vom Papst die Erlaubnis, neben anderen kirchlichen Maßnahmen, die nur den weltlichen Geistlichen vorbehalten waren, Messgewänder zu segnen und Kirchenaltäre zu weihen, die seiner Jurisdiktion unterstanden.

Abt Peter starb am 9. November 1428.
24. Abt Laurenz Forer (?–1433)
Der Zeitpunkt seiner Wahl zum Abt ist nicht überliefert. Bekannt ist, dass der Ordensbruder Erasmus Beschwerde gegen Abt Laurenz führte, die vermutlich im Zusammenhang mit der Anordnung des Abtes von Rein zu sehen ist, der aufgrund der bestehenden Türkengefahr dem Abt Laurenz die Order gab, das Kloster mit einer hohen Mauer und Türmen zu befestigen. Diese Order war im Sinne der meisten Mitbrüder. Abt Laurenz fand vermutlich jedoch nicht die Kraft dazu und resignierte im Jahre 1433. Er starb an einem 10. Januar eines nicht bekannten Jahres.
25. Abt Imre/Emmerich Perennyi (1433–1440)
Aufgrund der Namen wird angenommen, dass er von ungarischer Herkunft war. Er amtierte auch im Kloster Landstraß (Kostanjevica) als Abt. Dort ist er erstmals am 3. April 1429 und zum letzten Mal am 30. November 1431 erwähnt. In Sittich regierte er von 1433 bis zum Jahre 1440, als er resignierte. Im Jahre 1454 wird er als das älteste Mitglied des Sitticher Konvents genannt. Abt Emmerich starb am 12. Juni eines nicht bekannten Jahres.
26. Matthias Saletel/Matej Zaletel (1441–1449)
Er war Slowene aus der Sitticher Umgebung. Zum Abt gewählt wurde er am 7. Februar 1441. Sowohl der spätere Kaiser Friedrich III. als auch Patriarch Alexander setzten sich für das Kloster ein; letzterer bestätigte 1442 alle Privilegien des Klosters. Auf Kaisers Fürbitte wurde dem Abt auf dem Konzil zu Basel 1446 erlaubt, die Mitra zu tragen. Im Jahre 1448 wurde Sittich das Mutterkloster des Zisterzienserklosters von Topusko in Kroatien, damit waren die Äbte berechtigt dort Visitationen durchzuführen. Topusko im Tal des Glinaflusses in Kroatien wurde vom ungarischen König Andreas II. (1205–1235) gegründet. Die ersten Mönche, die sich dort niedergelassen haben, kamen 1211 aus Citeaux (Mlinarič, Kost. S. 16). Ebenfalls 1448 schenkte Reinprecht von Walsee dem Kloster ein Palais in Laibach. Abt Matthias starb am 10. September 1449.
27. Abt Gerhard/Gerard (?–1450)
Abt Gerhard regierten lediglich einige Monate. Über dessen Leben und Wirken ist kaum etwas bekannt. Abt Gerhard starb am 12. Mai 1450.
28. Abt Ulrich/Ulrik (1450–1481)
Abt Ulrich regierte von 1450 bis zum 3. Oktober 1481. Er sorgte für Ordnung und Disziplin im Kloster, worüber auch Patriarch Ludwig an Papst Nikolaus V. berichtete; er lobte die Ordensdisziplin, die Gastfreundschaft, die Wohltätigkeit und hob hervor, „dass die Bevölkerung bei jeder Gelegenheit zur Frömmigkeit angehalten würde ...“ Zwischen dem 5. und 10. Juni 1471 überfielen die Türken das Kloster und äscherten es ein. Im Jahre 1461 wurde das Bistum Laibach gegründet. Abt Ulrich starb am 3. Oktober 1481.
29. Abt Oswald/Ožbald (?–1487)
Über Abt Oswald gibt es wenige Nachrichten. Unter seiner Regierungszeit sollen die Arbeiten nach der Verwüstung des Klosters durch die Türken abgeschlossen worden sein. Abt Oswald starb am 4. November 1487.
30. Abt Thomas aus (von) Egg/Tomaž z Iga (?–1494, ? 1516)
Thomas aus Egg hatte zwei Amtsperioden. Seine erste Amtsperiode dauerte von etwa 1487 bis zu seinem Rücktritt im Jahre 1494. Um die wirtschaftliche Situation des Klosters war es damals als Folge der von den Türken verursachten Schäden nicht gut bestellt. Anlässlich der Visitation am 23. Januar 1492 wurde ihm mit der Absetzung gedroht, wenn er nicht das Refektorium instand setzen und das Kloster nicht mit Schutzwällen und den erforderlichen Mauern befestigen lassen würde. Aufgrund des Ergebnisses der Visitation, die am 13. Dezember 1494 vom Abt von Rein vorgenommen wurde, resignierte Abt Thomas aus „triftigen Gründen und Ursachen“. Noch am gleichen Tag wurde sein Nachfolger – Bruder Martin – zum Abt gewählt.

Für den Rücktritt des Abtes Thomas werden folgende Gründe angenommen: die schwierige wirtschaftliche Situation des Klosters und seine Bemühungen, auf seelsorgerischem Sektor vom Patriarchat unabhängig zu werden. Unter dem Druck Venedigs schwand nämlich die Autorität und somit auch der Einfluss des Patriarchats von Aquileja zusehends. Das erkannte man auch in Sittich und versuchte immer mehr Selbständigkeit in kirchlichen Angelegenheiten zu erlangen.

Nach dem Tod des Abtes Johann Glawitsch des Älteren 1508 wurde zu Beginn des Jahres 1509 erneut Thomas zum Abt gewählt. Nachrichten über sein Wirken aus dieser Zeit sind nicht erhalten geblieben. Aber auch die zweite Regierungszeit von Abt Thomas war überschattet von schmerzlichen Ereignissen. Im Jahre 1511 legte ein starkes Erdbeben zahlreiche Burgen in Krain in Schutt und Asche. Und im Sommer 1515 brach dort völlig überraschend ein Bauernaufstand aus, dem weitere Burgen zum Opfer fielen. Die Zahl der Wohltäter schwand merklich. Hinzu kam auch die ständig drohende Gefahr von türkischen Überfällen. Das alles hatte negative Auswirkungen auf die wirtschaftliche und materielle Lage der Bevölkerung und somit auch auf die der Untertanen von Sittich und das Kloster selbst. Abt Thomas starb am 3. Februar 1516.
31. Abt Martin (1494–1500)
Abt Martin, am 13. Dezember 1494 zum Abt gewählt, nahm die Wahl nicht gerne an. Er musste sich nämlich mit den gleichen Schwierigkeiten auseinandersetzen wie sein Vorgänger. Hinzu kam die „Türkensteuer“, die auch auf der Bevölkerung schwer lastete. Auf die Fürbitte von König Maximilian I. wurde 1497 dem Kloster die Pfarrei von St. Marein (Šmarje) inkorporiert, von der sich der Abt jährlich 40 Dukaten erhoffte. Der erste St. Mareiner Vikar wurde der Sitticher Mönch Johann Komolz (Janez Komolc). Noch heute wird im St. Mareiner Pfarrhaus bei Ljubljana ein Ölbild aufbewahrt, auf dem ein unbekannter Künstler den Vikar, den Patriarchen Nikolaus Donatus und den Abt Martin verewigt hat.

Abt Martin baute die Befestigungsmauern des Klosters weiter aus. Im Zuge dieser Maßnahmen ließ Abt Martin einige Gräber aus der Kirche St. Katharina, die außerhalb der Mauern belassen wurde, ins Kloster bringen. Beschädigte Grabplatten wurden als Baumaterial verwendet. Da von diesen Maßnahmen auch die Familiengruft der Auersperg betroffen war, fiel er in Ungnade beim Vizedom von Krain, Wilhelm von Auersperg. Erst Pankraz von Auersperg legte den Streit mit dem Abt bei. Pankraz wurde 1489 im Kloster beigesetzt, dessen Grabplatte noch heute an der Mauer des Kreuzganges zu sehen ist. Abt Martin starb am 9. Januar 1500.
32. Abt Johannes Glawitsch d. Ä./Janez Glavič (1500–1508)
Aus erhalten gebliebenen Urkunden ist ersichtlich, dass Johannes ein weiser Abt war, der viel bewirkt hat und dem die Anliegen des Klosters stets die erste Sorge waren. Über wirtschaftliche Angelegenheiten des Klosters führte er emsig Schriftverkehr mit dem Abt von Rein. In den Jahren 1502 und 1503 kam es zu Unstimmigkeiten zwischen den beiden, als der Bruder Leonhard aus Rein in Sittich weilte. Er kannte sich in der Heilkunde aus und begann dort die Mitbrüder und Laien zu behandeln. Abt Johannes ließ den Bruder Leonhard gewähren. Der Abt von Rein dagegen war unerbittlich und drohte Leonhard gar mit dem Ausschluss aus dem Orden, sollte er seine Aktivitäten nicht unverzüglich beenden, denn es war den Geistlichen und Ordensbrüdern verboten, sich mit der Chirurgie zu beschäftigen. Im Jahre 1507 wurde Abt Johannes neben dem Abt von Rein vom Ordensvisitator für Österreich, Kärnten, Steiermark und Krain, dem Abt Michael von Heiligenkreuz, mit der Visitation des Klosters Landstraß beauftragt, und wies den Abt von Landstraß an, sich dem Sitticher Abt unterzuordnen. Abt Johannes starb am 4. September 1508. Ihm folgte als Abt Thomas (siehe Nr. 30), der in seiner Amtsperiode bis 1516 regierte.
33. Abt Urban Paradeiser/Urban Paradižič (1516–1523)
Sechs Jahre nach seiner Amtseinführung durch den Abt von Rein, 1522, kam es zwischen ihm und den Ordensbrüdern zum Streit. Schon gleich zu Beginn seiner Regierungszeit 1516 schrieb Bruder Johann Glawitsch nach Rein, dass Abt Urban unfähig sei. Mit Hilfe des Abtes von Landstraß Arnold (regierte 1509–1524) wurde versucht, den Streit beizulegen. Doch noch im gleichen Jahr wurde Johann Glawitsch ohne Zustimmung des Abtes Urban und ohne Rein darüber in Kenntnis zu setzen von seinen Anhängern zum Gegenabt gewählt. Schließlich resignierte Abt Urban am 22. August 1523. Er starb am 18. Mai 1534.
34. Abt Johannes Glawitsch d. J. (1523–1530)
Im Kloster herrschten Unruhe und Unzufriedenheit. Noch am Tag der Demission von Abt Urban ernannte eine Wahlkommission, bestehend aus dem Abt Johannes aus Rein, dem Abt Polydor aus Viktring und dem Abt Arnold aus Landstraß, den Bruder Johann Glawitsch d. J. zum Abt von Sittich. Der Konvent von Sittich hat nämlich erklärt, um zur Beruhigung der Lage im Kloster beizutragen, würde man auf das Wahlrecht verzichten und die Entscheidung der Wahlkommission akzeptieren. Abt Johannes, den am 6. September 1523 der Bischof Daniel de Rubeis in sein Amt eingeführt hat, wurde im Jahre 1526 von den Krainer Landständen als Vertreter des geistlichen Standes zum Kommissar bestimmt, der zuständig war für die Konfiszierung von Wertgegenständen, die jede Kirche in Krain abgeben musste zur Unterstützung der Abwehrmaßnahmen gegen die Türken. Sein gutes Tafelbesteck, bestehend aus sechs vergoldeten und 24 Silberbechern, einer Schüssel und 16 Löffeln, wollte er jedoch nicht abgeben, mit dem Hinweis, das Kloster werde von herausragenden Persönlichkeiten aus dem geistlichen und weltlichen Stand, wie Patriarchen und Kaisern, Bischöfen und Herzogen, besucht, die man ja schließlich standesgemäß bewirten müsse. Abt Johannes erlebte 1528 den zweiten verheerenden Überfall der Türken, die das Kloster erneut ausraubten. Krankheitsbedingt resignierte Abt Johannes Ende August 1530 und starb wenige Tage darauf am 4. September.
35. Abt Klemens Quitsold/Klemen Kvitsold (1530–1534)
Das genaue Datum seiner Wahl zum Abt ist nicht belegt, jedenfalls soll die Wahl vor Ende 1530 erfolgt sein. Berichtet wird, dass er Schwierigkeiten mit dem Abt von Rein hatte, der seine Wahl zum Abt wohl nicht bestätigen wollte. Deshalb wird angenommen, dass er zum Protestantismus neigte. Abt Klemens resignierte im Jahr 1534 und starb am 6. April 1550.
36. Abt Johannes Zerar/Janez Cerar (1534–1549)
Die Wahl von Johannes Zerar erfolgte 1534. Da der Abt von Rein seine Wahl nicht bestätigen wollte, wurde Abt Johannes vom Abt Wilhelm aus Citeaux in sein Amt eingeführt. Abt Johannes regierte bis zu seinem Tod am 25. Januar 1549.
37. Abt Wolfgang Neff/Volbenk Neff (1550–1566)
Wolfgang Neff wurde 1550 zum Abt gewählt. Zuvor war er in Viktring Prior und seit 1540 Abt des Klosters Landstraß. Er wurde vom Abt von Rein zwar bestätigt, doch die Beziehungen zwischen den beiden Klöstern waren damals nicht gut. Der Abt von Rein beklagte sich sogar in Rom über den Ungehorsam des Sitticher Abtes. Abt Wolfgang war ein agiler Mann, der entschieden die Privilegien des Klosters verteidigte. Erfolgreich führte er 1556–57 Klage gegen Georg von Schärfenberg wegen zweier Untertanen und gegen den Grafen Monesis in Adelsberg (Postojna) wegen des Fischfangs im Zerknitzer See. Anhand von Abschriften der kaiserlichen Privilegien wies Abt Wolfgang 1563 nach, dass das Kloster Sittich berechtigt sei, auf dem See jeglichen Fischfang zu betreiben. Andererseits begann der Staat gerade damals immer mehr in die Befugnisse des Klosters einzugreifen. Am 19. Mai 1561 erließ Kaiser Ferdinand eine Verordnung, dass von nun an der Tag der Wahl des Abtes nicht nur nach Rein zu melden sei, sondern auch dem Landeshauptmann und dem Vizedom von Krain, damit sie bei der Wahl anwesend sein können. Auch führte er im Kloster weitere Baumaßnahmen durch trotz angespannter wirtschaftlicher Lage. Er errichtete den Westtrakt, die so genannte „Neffabtei“, ein Bauwerk, das heute noch zu dem schönsten Wohnbereich des Klosters zählt. Fertiggestellt wurde es im Jahre 1555, wie die Inschrift über dem Eingang berichtet: SPLENDIDUM HOC OPUS WOLFGANGUS NEFFIUS, ABBAS, DE INTEGRO FIERI CURAVIT, ANNO DOMINI MDLV, GUBERNATIONIS SUAE VII. (Dieses prächtige Werk ließ in Gänze der Abt Wolfgang Neff errichten im Jahr des Herrn 1555, im Jahre VII seiner Regierung). Er war der Kunst und dem Bauwesen zugetan und verstand es auch, geeignete Baumeister und Künstler für seine Vorhaben zu finden. Abt Wolfgang, der am 18. März 1566 starb, war der letzte, der im Kapitel – wie bislang alle Äbte – beigesetzt wurde.
38. Abt Johannes Kaysell/Janez Cajzel (sprich Zajsel) (1566–1576)
Johann Kaysell wurde am 24. April 1566 in Anwesenheit der Äbte von Rein, Viktring und Landstraß sowie im Beisein von Regierungskommissären zum Abt gewählt. Er war zuvor Vikar in der Pfarre St. Marein bei Laibach. Die Ordensgelübde hat er aber schon vor 26 Jahren abgelegt. Seine Wahl zum Abt wollte Polydor von Montagnana, ein ehrgeiziger Neffe des Abtes Wolfgang Neff streitig machen, der selbst in Sittich Abt werden wollte, jedoch nicht einmal das Noviziat hatte. Aus der Korrespondenz des Abtes mit dem Kloster Rein geht hervor, dass die wirtschaftliche Lage des Klosters misslich war, es herrschte Mangel an Klosterbrüdern, und dass in der Umgebung von Rudolfswert (Novo mesto) die Pest wütete. In den Jahren 1572–1575 erhoben sich erneut die Bauern, diesmal zusammen mit den Bauern aus Kroatien. Einem Bericht des Abtes Johannes aus dem Jahr 1574 ist zu entnehmen, dass er im Kloster Landstraß eine Visitation durchgeführt und dort unhaltbare Zustände vorgefunden habe. Innerhalb von zwei Jahren sei vom Abt selbst nur zweimal die Messe gelesen worden, im Kloster gebe es zwei Kapläne, von denen einer Orthodoxer sei. Als im Jahre 1570 der päpstliche Legat Porcia nach Krain kam, um Visitationen und Reformen durchzuführen, riet der Abt von Rein dem Sitticher Abt Johannes, die Visitationen selbst durchzuführen, sich dabei an die einstigen päpstlichen Privilegien zu halten, wonach niemand das Recht habe sich in Angelegenheiten des Klosters einzumischen, und Porcia die Visitation nicht zu erlauben. Nach dem Tod des Abtes Johannes am 27. Oktober 1576 begann Polydor von Montagnana erneut Intrigen zu spinnen, schlug dem Gubernium vor, das Kloster sollte aufgrund der Nähe von unsicheren Grenzen für drei Jahre an jemanden vermietet werden. Aus den Mieteinnahmen könnte der Unterhalt von über 30 Stipendiaten bezahlt werden, und das Kloster selbst könnte dadurch wesentlich effektiver verwaltet werden. Das Gubernium leitete den Vorschlag an den Abt von Rein, Hieronymus, weiter, der ahnte jedoch, woher diese Empfehlungen kamen, und lehnte ab.
39. Abt Johannes Klaferle (1577–1580)
Abt Johannes regierte nur drei Jahre. Gewählt wurde er am 31. Januar 1577 im Beisein der Äbte von Rein und Viktring, der Gubernialkommissäre, zweier Laibacher Bürger und des öffentlichen Notars. Über sein Wirken sind kaum Nachrichten vorhanden. Überliefert wurde, dass er Schwierigkeiten bekam, als er versuchte im Kloster auf seelsorgerischem und wirtschaftlichem Gebiet Ordnung zu schaffen. Einer vom Aquilejer Visitator vorgesehenen Visitation widersetzte er sich. Abt Johannes starb am 7. März 1580.
40. Abt Laurenz Suppan/Lovrenc Zupan (1580–1600)
Laurenz Suppan stammte aus Rann (Brežice). Zum Abt gewählt wurde er am 21. April 1580 und geweiht zu Allerheiligen desselben Jahres vom Bischof Thomas Chrön (Tomaž Hren) zu Oberburg. Diese Wahl entsprach auch den Wünschen des Erzherzogs Karl, denn Abt Laurenz war ein entschiedener Gegner des Protestantismus. Schon bald führte er in Rein Klage darüber, dass bereits drei dem Kloster inkorporierte Pfarreien von lutherischen Prädikanten besetzt worden seien. Im Jahre 1592 leitete er im Auftrag des Patriarchen im Kloster Minkendorf die Untersuchung gegen die Äbtissin Susanna von Oberburg, die große Sympathien für die evangelische Lehre zeigte. Im Jahre 1595 führte der Abt in Laibach die Fronleichnamsprozession an, was den Unmut der dortigen Protestanten erregte. Als er im Jahr darauf dort eine Prozession als Fürbitte für einen guten Ausgang für das christliche Heer bei Petrinja anführte, wurde er von wütenden Protestanten tätlich angegriffen. Im Jahre 1597 teilte Abt Laurenz dem Erzherzog Ferdinand mit, dass am 27. April zwei lutherische Prädikanten mit Gewalt aus der Pfarre St. Kanzian bei Auersperg vertrieben wurden, und dass dort danach ein neuer Pfarrer eingesetzt wurde.
Aus dem Taufbuch des Laibacher Münsters vom Jahr 1594 geht hervor, dass am Pfingstmontag dort ein türkisches Mädchen auf den Namen Christina getauft wurde. Dieses Mädchen wurde vom Kanonikus Chrön, dem späteren Bischof von Laibach, für 16 Gulden ausgelöst. Die Patenschaft übernahm der Abt Laurenz.
Abt Laurenz wird als Vater des Vaterlandes bezeichnet. Als Freund der Bücher sorgte er dafür, dass die Klosterbücherei gut bestückt wurde. Nach seiner Rückkehr von einer Reise nach Triest erkrankte er schwer und starb am 26. Dezember 1600. Historiker zählen ihn zu den größten Sitticher Äbten.
41. Abt Jakobus Reinprecht (1603–1626)
Jakobus Reinprecht stammte aus Innerberg (Eisenerz). Er war zunächst Ordensbruder im Kloster Rein und seit dem 18. September 1600 Abt von Landstraß. Zum Abt von Sittich wurde er jedoch erst am 21. März 1603 gewählt. Abt Johannes war ein zupackender Mann, der auch die Rechte des Klosters zu verteidigen wusste. Er gewann den Prozess (1607–08) gegen den Laibacher Bischof Thomas Chrön (Hren), der widerrechtlich die Hinterlassenschaft des Pfarrers von Seisenberg (Žužemberk) an sich bringen wollte. In der Zeit von 1608 bis 1623 überstand Sittich mehrere Visitationen ohne große Beanstandungen. Im Jahre 1617 ernannte ihn Erzherzog Ferdinand zum Geheimrat. Sechs Jahre später ließ er auf der Trška gora in Unterkrain im romanischen Stil die Kirche der Mutter Gottes errichten. Und die Klosterkirche ließ er im Barockstil aufarbeiten; sie wurde danach im Jahre 1625 vom Triester Bischof Scarlichi erneut geweiht. In seiner Regierungszeit im Jahr 1606 wurde auch die „alte Prälatur“ im barocken Stil fertiggestellt, deren Bau sein Vorgänger Abt Laurenz Suppan 1589 begonnen hatte. Abt Jakobus ließ auch das Gewölbe des Eingangstores (Nordturm) mit figuralen Stuckaturen ausschmücken, die zu den ältesten dieser Art in Slowenien zählen. Abt Jakobus starb am 13. Juni 1626. An ihn erinnern in der Klosterkirche eine Gedenktafel und ein Grabstein, der ebenfalls zu den schönsten Denkmälern in der Sitticher Kirche zählt. Der Historiker Pater Pucelj preist Abt Jakobus als „Perle der Amtsinhaber, als Schutzschild der Abtei, Verteidiger des Glaubens, als Pfeiler der Kirche und als Fundament des Klosters.“
42. Abt Matthias Meierle/Matej Majerle (1626–1628)
Matthias Meierle kam aus Rein, war zuvor Abt in Landstraß und wurde am 21. März 1626 zum Abt von Sittich gewählt. Nach einer nicht angekündigten Visitation im Jahre 1628 resignierte er. Darüber sind zwar keine Unterlagen erhalten geblieben. Aber die Untersuchungsergebnisse müssen schwerwiegend gewesen sein, denn über das Kloster wurde das Interdikt verhängt, und dem Kloster wurden alle Privilegien entzogen. Abt Matthias ging nach seiner Resignation nach Rein, wo er wiederum zum Abt gewählt wurde. Er starb jedoch schon am 8. August 1629.
43. Abt Johannes Anschlowar/Janez Anžlovar (1628–1638)
Johannes Anschlowar, der 1628 zum Abt von Sittich gewählt wurde, stammte aus dem nahe gelegenen St. Veit (Šentvid). Die zehn Jahre seiner Regierungszeit waren gekennzeichnet von Bauernunruhen und Schwierigkeiten mit den Untertanen des Klosters, die sich immer wieder heftig gegen die Forderungen des Klosters wehrten und sogar das Kloster bedrohten. Abt Johannes ließ im Jahre 1629 in Laibach den „Sitticher Hof“ errichten. Ein Visitator aus Citeaux forderte anlässlich einer Visitation für die Klosterbibliothek einen geeigneten Bibliothekar, der ein Bücherverzeichnis erstellen und verliehene Bücher sorgsam notieren müsse. Im Jahre 1630 lebten im Kloster 17 Ordensbrüder und zwei Kleriker. Und im Jahre darauf wurde dem Kloster die Pfarrei Zeier (Sora) inkorporiert. Abt Johannes starb am 13. März 1638 in Laibach.
44. Abt Ruprecht Eckart (1638–1644)
Ruprecht Eckart war musikalisch begabt und bekannt wegen seiner in Deutsch gehaltenen Predigten in Laibach. Bevor er am 13. April 1638 zum Sitticher Abt gewählt wurde, war er Abt im Kloster Landstraß. Große Schwierigkeiten bereiteten ihm seine Untertanen. Im Jahre 1640 hatte Sittich 15 Ordensbrüder, vier Kleriker, zwei Novizen und zwei Gäste. Abt Ruprecht starb am 3. April 1660.
45. Abt Johannes Weinzierl/Janez Vajncerle (1644–1660)
Auch zur Regierungszeit des Abtes Johannes gab es Schwierigkeiten mit den Untertanen. Johannes Weinzierl, der am 26. April 1644 zum Abt von Sittich gewählt wurde, stammte aus Bischoflack (Škofja Loka) und war zuvor Pfarrverwalter der Pfarrei Treffen (Trebnje) in Unterkrain. Er führte unangekündigte Visitationen in den dem Kloster inkorporierten Pfarreien durch. Berichtet wird, Abt Johannes habe das vom Blitz beschädigte Dach der Basilika reparieren lassen, ferner habe er eine neue Orgel beschafft und den Kreuzgang restauriert. Abt Johannes starb am 2. Dezember 1660. An ihn erinnert eine barocke Grabplatte in der Klosterkirche.
46. Abt Maximilian Mottoch (1661–1680) Maximilian Mottoch, geboren in Novo mesto (Rudolfswert) am 10. April 1605, wurde am 2. Januar 1661 zum Abt gewählt. Er zählt zu den rührigsten und verdienstvollsten Sitticher Äbte. Zur Hebung der Moral innerhalb der Priesterschaft aber auch bei den Gläubigen führte er vom Jahre 1667 jährlich Visitationen in den dem Kloster inkorporierten Pfarreien durch. Er sorgte auch dafür, dass die Schuldenlast des Klosters verringert wurde. Es gelang ihm ferner, die Pfarrei Mengeš (Mannspurg) mit den Vikariaten Vače (Watsch), Čemšenik (Tschemschenik), Zagorje (Sagor) und Dol (Lustthal) bei Laibach dem Kloster zu inkorporieren. Abt Maximilian war ein großer Förderer der Künste. Er ließ aber auch die Klosterbibliothek und das Klosterarchiv neu ordnen. Unter seiner Ägide wurde das Kloster mit einer Mauer umgeben, und es wurden zahlreiche neue Kirchen und barocke Altäre errichtet. Als einer der schönsten Altäre wird der goldene Altar in der Pfarrei Mulau (Muljava) bezeichnet. Es gab kaum eine Kirche in seinem Bereich, die er nicht mit einem neuen Altar, einer Kanzel, einer Glocke, einem Messgewand oder einem Kelch bedacht hätte. Motoh schlug auch vor, wie bereits einige seiner Vorgänger, es solle ein Sitticher Archidiakonat gestiftet werden. Vor einer Entscheidung starb der Abt am 19. Januar 1680. Sein Grabstein ist in der Sitticher Kirche erhalten geblieben.
47. Abt Ludwig von Raumschüssel (1680–1687) – Abt Ludwig, geboren 1623 auf dem Schloss Kolowrat (Untersteiermark) hatte eine ungewöhnliche Vita. Er diente zunächst als Offizier im Dreißigjährigen Krieg, danach trat er ins Sitticher Kloster ein und legte 1655 die Gelübde ab. Im Mai 1680 wurde er zum Abt gewählt. Er nahm rege teil an den Ständeversammlungen in Laibach, hörte gerne die in deutscher Sprache abgehaltenen Predigten in der Jesuitenkirche und bewegte sich vorzugsweise in der Laibacher gehobenen Gesellschaft, wo er als liebenswürdiger Mann gerne gesehen war. Er war auch Gegner der strengen Klosterreform, die damals in Citeaux propagiert wurde, denn seiner Meinung nach stünden die alten Ordensvorschriften nicht mehr im Einklang mit den nun zu seiner Zeit vorherrschenden Lebensverhältnissen im Einklang.
Abt Ludwig ließ im Jahre 1683 auch einen großen Getreidespeicher bauen und über dem Eingang folgende Inschrift einmeißeln:
DE PRIMITIIS FRUGUM TUARUM DA PAUPERIBUS ET IMPLEBUNTUR HORREA TUA SATURITATE ET VINO TORCULARIA REDUNDABUNT – REVERENDISSIMUS DOMINUS DOMINUS LUDOVICUS SITTICENSIUM ABBAS 43 – GUBERNATIONIS SUAE ANNO IV – SALUTIS MDCLXXXIII – A FUNDAMENTIS EREXIT.
(Von deinen Erstlingsfrüchten gib den Armen und deine Speicher werden sich füllen und der Wein wird aus deinen Fässern überströmen. Vom hochehrwürdigen Herrn Herrn Ludwig, dem 43. Abt im 4. Jahr seiner Regierung – im Jahre des Heils 1683 – von Grund auf errichtet.)
In Zeiten der Not wurde der Speicher der Inschrift gemäß auch für die Klosteruntertanen geöffnet. Der Speicher wurde nach der Auflösung des Klosters auch zweckentfremdet gebraucht. Es diente als Unterbringung für Soldaten oder zur Aufbewahrung von Archivmaterial und ganzer Bibliotheken. Im Speicher sammelte auch Erzherzog Maximilian (1832–1867), der Kaiser von Mexiko, seine Soldaten, mit denen er dann in sein neues Kaiserreich zog.
Abt Ludwig starb in Laibach am 5. Dezember 1687, beigesetzt wurde er im Kloster Sittich, wo auch für ihn ein Grabstein errichtet wurde.
48. Abt Antonius von Gallenfels (1688–1719)
49. Abt Alexander Freiherr von Engelshaus (1719–1734)
50. Abt Wilhelm Kowatschitsch/Viljem Kovačič (1734–1764)
Wilhelm Kowatschitsch wurde am 24. Juli 1734 zum Abt gewählt. Zuvor amtierte er in Sittich als Prior. Mit der Wahl übernahm er einen Schuldenberg von 220.339,- Gulden und eine Barschaft von 94.343,- Gulden. Er ging mutig ans Werk. Die Regierungskommission stellte vier Jahre später fest, dass Abt Wilhelm die Schulden auf die Summe von 100.511,- Gulden abgetragen hat. Trotz schwieriger wirtschaftlicher Verhältnisse gelang es ihm, das Kircheninnere zu restaurieren. 1751 baute er den Turm der Basilika um und gab ihm die heutige Form. Auf der südöstlichen Seite erbaute er einen weiteren Klostertrakt und die so genannte „Abtskapelle“, einen repräsentativen Saal, der erst von seinem Nachfolger fertiggestellt wurde. Abt Wilhelm starb am 12. Mai 1764. An ihn erinnert in der Basilika ein barocker Grabstein mit seinem und dem Wappen von Sittich.
51. Abt Franz Xaver Freiherr von Taufferer (1764–1784)
52. Abt Gerhard Maier (1903–1912)
53. Abt Bernhard Widmann (1913–1922)-
Abt Bernhard stammte aus Vorderburg in Bayern, wo er am 15. Juli 1867 geboren wurde. Nach seinem Eintritt in den Zisterzienserorden folgte im Jahre 1890 die Priesterweihe. In Sittich nahm er später die Stellung eines Priors ein und wurde ein Jahr nach der Resignation seines Vorgängers, Abt Gerhard, zum Abt gewählt und am 4. April geweiht. 1920 erkrankte er schwer und verließ mit einigen deutschstämmigen Mitbrüdern Sittich. Abt Bernhard resignierte am 22. Oktober 1922 und starb am 28. Oktober 1943.
54. Abt Dr. Auguštin Kostelec (1924–1963)
55. Abt Rafael Ašič (1963–1979)
Rafael Ašič war Slowene, er wurde am 27. November 1909 in Jerič dol in der Pfarrei Koprivnica bei Brestanica geboren. Zum Abt von Sittich wurde er am 22. Februar 1963 gewählt. Zuvor wirkte er in unterschiedlichen Funktionen in Ljubljana, in Polen, in Spanien und in Tirol. Nach seiner Rückkehr aus Österreich 1953 wurde er Prior in Stična und Pfarrer in der Sitticher Pfarrei. Abt Rafael – dessen Devise „in Gott ist Rettung“ lautete – galt als demütig und zurückhaltend, aber beharrlich, er wird als ein Mann der Ordnung, des Gebets und der Tat bezeichnet. Neben zahlreichen anderen baulichen und Modernisierungsmaßnahmen wurden in der Kirche und im Kloster die Heizung installiert und die Wasserleitung gelegt. In dem vom Abt Neff errichteten Trakt wurden der Gang gepflastert und einige Zimmer als Krankenräume eingerichtet. Abt Rafael ließ auch die Abtskapelle restaurieren und die Altarstatuen vergolden. Auch einige landwirtschaftliche Maschinen wurden angeschafft. Abt Rafael resignierte aus gesundheitlichen Gründen am 29. November 1979 und starb am 3. August 1980.
56. Abt Dr. Anton Nadrah (1979–2007) Slowene aus der Umgebung von Stična.
57. Abt Janez Novak (2007–2019)
58. Abt  Maksimilijan File (gewählt am 13. Mai 2019, Benediktion am 18. August 2019)

## Besonderheiten

### Steinsäule
Etwa zwei Kilometer südlich des Klosters an der Hauptkreuzung im Ort Ivančna Gorica steht eine ovale Steinsäule, sie ist 3,20 m hoch und hat im unteren Teil einen Durchmesser von etwa einem Meter. Der obere Teil ist viereckig mit vier bogenförmigen Nischen und mit einem pyramidenförmigen Abschluss versehen. Es wird angenommen, dass es sich hierbei möglicherweise um einen umgeformten römischen Meilenstein handeln könnte. Gesichert ist, dass die Säule im Jahre 1583 vom Sitticher Abt Laurenz Suppan an der jetzigen Stelle errichtet worden war.
Im ovalen Teil der Säule sind das Wappen des Abtes, des Klosters und drei weitere Wappen eingemeißelt. In den vier Nischen im oberen Teil, die heute leer sind, waren einst Darstellungen von Heiligen als Wegweiser zu sehen: In der nach Norden in Richtung des Klosters gekehrten Nische war die Mater Dolorosa abgebildet, in der nach Süden gekehrten Nische waren die Patrone des Ortes Krka (Gurk) – die Heiligen Kosmas und Damian – dargestellt, die nach Osten gekehrte Nische zeigte den hl. Veit, als den Schutzpatron des Ortes Šentvid, und die nach Westen gekehrte Nische enthielt das Bild des hl. Ägidius, des Schutzheiligen der Stadt Višnja gora.
Die Säule enthält ferner mehrere Inschriften. Die meisten davon konnten gedeutet werden, über einigen rätseln Historiker heute noch.
1. Folgende Inschrift konnte noch nicht gedeutet werden:
T.T.D.N.A.O.S.D. – S.F.S.E.I.M.N.
2. Bei einer weiteren Inschrift sind nur folgende Wörter leserlich:
SANAT – CRUCIFIXI – FONTES SITIM – AGITIS SANCTISSIMI – SURGIT ET MA…INCO…
3. Die Hauptinschrift in lateinischer Sprache lautet:
ASPICE QUI TRANSIS HUMANAE SIGNA SALUTIS
ATQUE REDEMPTRICIS SANCTA TROPHAEA CRUCIS
HAEC LICET IN MULTIS VIDEAS CAELATA FIGURIS
ET IN VOCE ALIQUID SAXA STILUMQUE LOQUI
NON SILICES NON LIGNA COLI NON AERA DOCEMUS
AETERNUM SED QUEM SIGNET IMAGO DEUM
VERBERA QUI PRO TE SPINAS OPPROBRIA CLAVOS
VULNERA SPUTA SITIM LATA CRUCEMQUE TULIT
SI TE NON TANGUNT LAPIDIS MONIMENTA VIATOR
QUIS POTERIT TE IPSO DURIOR ESSE LAPIS?
(Ins Slowenische übersetzt von Anton Sovre)
Kdor greš mimo, poglej to sveto znamenje zmage
Križ, odkupa symbol, rodu človeškega spas!
Tole utegnes razbrati, vrezano v neme podobe,
To govori ti na glas dleta in kremena molk:
Nauk naš ni, da bi kremen, da les bi častili, kovino,
Večnega marveč Boga, ki obrazuje ga lik.
Šibe, ki zate trpel je in trnje, žeblje in psovanje,
Ranjen, opljuvan ki šel žejen pod križem je v smrt.
Če ti ne zdrami sočutja pomnik ta kamniti, popotnik,
Kje bi pač našel še krš, trši ko tvoje srce?
(Übersetzung ins Deutsche)
Der du vorübergehst, blicke auf das Zeichen des Sieges,
Das Kreuz, das Symbol der Erlösung und des Heiles der Menschheit!
Das vermagst du zu erkennen, gemeißelt in stumme Bilder,
Das spricht zu dir laut der Meißel und das Schweigen des Steins:
Es ist nicht unsere Lehre, den Fels, das Holz oder das Erz zu ehren,
Hingegen den ewigen Gott, den das Bild kennzeichnet.
Die Geißelschläge, die er für dich litt, die Dornen, Nägel und Schmähungen,
Mit Wunden besät, bespuckt, der durstig unter dem Kreuz in den Tod ging.
Wenn dieses steinerne Mal dein Mitgefühl nicht erweckt, Wanderer,
Wo fändest du einen Stein, der härter ist als dein Herz?
4. Darunter eine Inschrift in deutscher Sprache:
GEDENKET DIE IHR VORÜBERGEHET, O, WANDERSLEUT,
DAS UNSER HEILAND DEN DIESE FIGUR BEDEUT,
IN MENSCHLICHER GESTALT WOHL 33 JAHR
UNS AUF DEN RECHTEN WEG ZU BRINGEN PILGRIM WAR.
5. Es folgt eine Inschrift in lateinischer Sprache, die Auskunft darüber gibt, wer den Stein an dieser Stelle aufrichten ließ. Die Inschrift wurde im Jahre 1896 in der Cistercienser Chronik, 55 und in der Mladika XII (1931, 27-28) veröffentlicht.
HOC CHRISTIANI NOMINIS ET ANTIQUAE PIETATIS
MONUMENTUM UT ACCEDENTIBUS RECEDENTIBUS
ET HUC PRAETEREUNTIBUS SERVATORIS SUI MEMORIAM
REVOCARET E VIVO LAPIDE PONI CURAVIT
LAURENTIUS ABBAS SITTICENSIS ANNO VERGINEI
PARTUS 1583 – LUCERNA PEDIBUS MEIS VERBUM
TUUM ET LUMEN SEMITIS MEIS
(slowenisch)
Ta pomnik krščanskega imena in starodavnega češčenja – da
Bi prihajajočim, odhajajočim in tod gredočim klical v spomin
Njihovega Odrešenika – je dal iz živega kamna postaviti stiški
Opat Lovrenc leta 1583 po porodu Device – Tvoja beseda je
Svetilka mojim nogam in luč na mojih stezah.
(deutsch)
Diesen Gedenkstein des christlichen Namens und der alten Verehrung
Ließ aus nacktem Fels errichten der Sitticher Abt Laurentius
Im Jahre 1583 nach der Geburt der Jungfrau,
Damit er den Ankommenden, den Abreisenden
Und den hier Vorübergehenden ihren Erlöser in Erinnerung rufe –
Dein Wort ist meinen Füßen eine Lampe und meinen Wegen ein Licht.

### Sitticher Handschrift – Stiški Rokopis – Ljubljanski rokopis
Die Sitticher Handschrift ist eine Sammlung von Gebeten und von Mustern für Predigten, die im 15. Jahrhundert entstand. Sie gilt als das drittälteste slowenische Manuskript.

### Volkssagen und Erzählungen
Das Kloster lebte auch in Sagen und Erzählungen vieler slowenischer Dichter und Schriftsteller, darunter:
- Josip Jurčič (1844–1881), Jurij Kozjak – slovenski janičar (Georg (von) Kossiak – der slowenische Janitschare),
- Dr. Ivan Janežič (1855–1922), Gospa s pristave (Die edle Frau vom Meierhof),
- Miroslav Malovrh (1861–1922), Opatov praporščak (Bannerträger des Abtes),
- Dr. Pater Metod Turnšek, Stoji, stoji tam sivi samostan (Es steht, es steht dort das graue Kloster),
- Jeronim Korner (* 1909, ein kroatischer Geistlicher und Dichter), U hramu cistercija (Im Gotteshaus der Zisterzienser),
- Vida Taufer (1903–1966) gilt als die größte slowenische Dichterin. Križev pot (Der Kreuzigungsweg),
- France Bazilij (1861–1948), Tonček iz Potoka (Toni aus Potok),
- Ilka Vašte (1891–1967), Gričarji (Die Gričar – (Name eines Bauerngeschlechts)),
- Hudovernik (1861–1931), von Geburt ein Sitticher, Jurist und Publizist,
- Ivan Zorec (1880–1952), ein slowenischer Schriftsteller und Erzähler.

Zwei Beispiele:
1. Sage zur Entstehung des Klosters (Nach Hudovernik)
Es lebte im 9. Jahrhundert die fromme Fürstin Viridis. Sie versprach für die weißen Mönche ein Kloster zu bauen. Als ihr Mann starb, wusste sie nicht, wo sie ihn begraben sollte. Ihr Ratgeber schlug ihr vor, sie möge den Mann in einen Sarg legen, den Sarg zunageln und ein Paar Ochsen davorspannen. Wo nun die Ochsen stehen bleiben würden, da möge sie ihren Gemahl begraben und das Kloster errichten. Die Ochsen hielten an der Stelle an, wo heute das Kloster steht. Viridis begrub ihren Mann und erbaute das Kloster, aber sie wusste nicht, welchen Namen sie dem Ort geben sollte. Da fing in der Nähe des Klosters ein grüner Vogel auf einem Baum sitzend an zu zwitschern: „Sit hic, sit hic“ (Es möge hier sein). Und so bekam das Kloster den Namen Sittich.
2. Erzählung zur Auflösung des Klosters.
(Ivan Zorec schrieb zur Auflösung des Klosters folgende Geschichte – Wörtliche Übersetzung aus dem Slowenischen).
Nachdem das Dekret zur Auflösung der Klöster von Kaiser Josef II. bekannt geworden war, haben sich die weißen Mönche in Sittich Tag und Nacht ihre Köpfe zerbrochen, wie sie der Gefahr für ihr Kloster begegnen könnten. Aber sie hatten keine rechte Idee. „Ich werde einfach nach Wien zum Kaiser fahren“, sagte der Abt, „der Kaiser weiß wahrscheinlich gar nicht, was wir hier tun. Wir müssen ihm das nur verständlich machen.“
Der Abt machte sich gleich auf den Weg. Begleitet wurde er nur vom Klosterbruder Koch, damit der Abt nicht ganz allein reisen müsste und damit ihm der Koch zur rechten Zeit eine Speise zubereiten könnte.
In Wien angekommen – Stadt: Haus an Haus, so viele, dass man sich verirren könnte. Die beiden irrten lange umher, bis sie endlich eine Bleibe fanden, um sich auszuruhen. Aber der Abt dachte nicht ans Ausruhen, die Sorge nagte, und er machte sich gleich auf den Weg zum Kaiser.
In der Vorhalle wird der Abt von einem Minister angehalten, der sich nach seinem Anliegen erkundigte. „So und so“, erläutert der Abt, „ich muss eben den Kaiser sprechen.“ Der Minister blickte streng, wollte ihm gar nicht die Tür zum Kaiser zeigen. Aber der Abt, flugs, machte die Tür auf und schon stand er vor dem Kaiser.
Der Kaiser hört dem Abt zu und lächelt. Als der Abt zu Ende gesprochen hat, wie die weißen Mönche freundlich mit den Unterkrainern zusammenlebten und arbeiteten, nickt der Kaiser und sagt: „Also gut, das Kloster bleibt, wenn Sie mir drei Fragen beantworten können.“ „Welche denn?“, fragt der Abt ängstlich. Darauf der Kaiser: „Erstens: Wie weit ist es von der Erde bis zum Himmel? Zweitens: Wie viel wert bin ich? Drittens: Was denke ich gerade?“
Dem Abt tropfte der Schweiß von der Stirn – wie auch nicht – die Fragen waren ja verdammt schwer. „Sie müssen aber nicht sofort antworten“, sagte der Kaiser lächelnd.
Der Abt kehrte mit sorgenvoller Miene zurück in die Unterkunft. „Die Zeichen stehen schlecht“, der Abt kleinlaut zum Bruder Koch, „der Kaiser hat mir einige Fallen gestellt.“ Der Bruder Koch kratzt sich hinter dem rechten Ohr, dann noch hinter dem linken und sagt lächelnd: „Lassen Sie mich zum Kaiser gehen, ich werde mit ihm schon fertig werden.“ Dann erläutert er dem Abt, wie er auf die Fragen des Kaisers antworten werde. Der Abt, verwundert über die Aufgewecktheit seines Mitbruders, zögert noch ein wenig und sagt: „Der Kaiser kennt mich schon, er wird sofort merken, dass du nicht der Richtige bist.“ „Ach was“, entgegnet der Koch, „der Kaiser sieht so viele Leute und wird sich wohl nicht alle Gesichter merken können. Geben Sie mir nur ihren Anzug, und die Sache klappt dann schon.“
Und so geschah es auch. Am nächsten Tag begab sich Bruder Koch als Abt verkleidet zum Kaiser. „Sie schon hier?“, fragte der Kaiser verwundert. „Nun also gut, zur ersten Frage: Wie weit ist es von der Erde bis zum Himmel?“ „Nicht länger als neun Stunden“, erwidert der Koch, „Christus starb um drei Uhr nachmittags, aber bevor er starb sagte er dem rechts von ihm gekreuzigten Räuber – noch heute wirst Du mit mir im Paradiese sein. Dieser Tag dauerte nur noch neun Stunden.“ Der Kaiser staunte nicht wenig, konnte sich der Wahrheit jedoch nicht verschließen und stellte die zweite Frage: „Wie viel wert bin ich?“ Der Koch: „Weniger als 30 Silberlinge. Wenn Ischariot 30 Silberlinge für Christus, den König der Könige und Kaiser der Kaiser bekommen hat, dann sind Sie mit Fug und Recht etwas weniger wert.“ Der Kaiser nickt, zwar ungern, und stellt die dritte Frage: „Was denke ich gerade?“ Bruder Koch lächelt ein wenig und sagt: „Sie denken, ich sei der Sitticher Abt, bin ich’s aber nicht. Ich bin nur sein Koch.“
Trotz der Weisheit des Bruders Koch waren die Stunden des Klosters gezählt.

### Grabkammer
Vor etwa 15 Jahren wurde im nördlichen Trakt – zwischen dem Frontgebäude (Ostseite) und der Kirche – eine Grabkammer mit mehreren gut erhaltenen Skeletten von Menschen entdeckt, die eine beachtliche Körpergröße gehabt haben müssen. Der aktuelle Stand der Untersuchungen ist derzeit nicht bekannt.

## Verschiedenes
Im Kloster ist das Slowenische Religionsmuseum eingerichtet; im Erdgeschoss gibt es einen Laden, in dem Klostererzeugnisse angeboten werden, unter anderem auch die Tees des berühmten Kräutersammlers Pater Simon Ašič.